# Geografia Europei

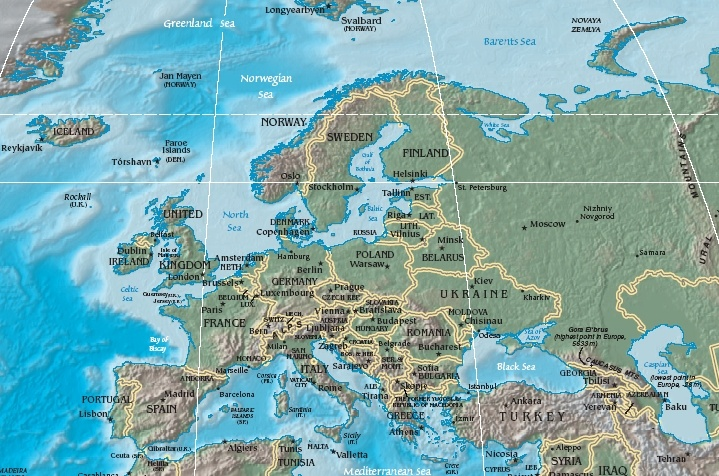
Harta fizică a Europei

Din punct de vedere geografic, Europa este parte a celui mai mare bloc de uscat al Terrei, Eurasia. Continentul începe la Munții Ural din Rusia, care definesc granița estică a Europei cu Asia. Granița sud-estică cu Asia nu este definită în totalitate. Munții Ural sau Râul Emba pot servi ca granițe posibile. Granița continuă cu Marea Caspică și apoi cu creasta Munților Caucaz sau, alternativ, cu Râul Kura din Caucaz, și apoi către Marea Neagră; Bosforul, Marea Marmara și strâmtoarea Dardanele completează granița asiatică. Oricum, unii geografi cred că granița sudică a Azerbaijanului și Armeniei cu Iranul și granița estică și sudică a Turciei cu Siria, Irak și Iran este granița dintre Europa și Asia din motive politice și culturale. În sud, Marea Mediterană separă Europa de Africa. Granița vestică este Oceanul Atlantic dar Islanda, care este situată mult mai departe decât cele mai apropiate locuri din Africa, este de obicei inclusă în Europa.
Din punct de vedere al geografiei fizice, Europa reprezintă o peninsulă, partea nord-vestică a Eurasiei sau a Afro-Eurasiei: Asia ocupă partea estică a acestei mase continentale și toate împart un platou continental comun.

### Delimitări

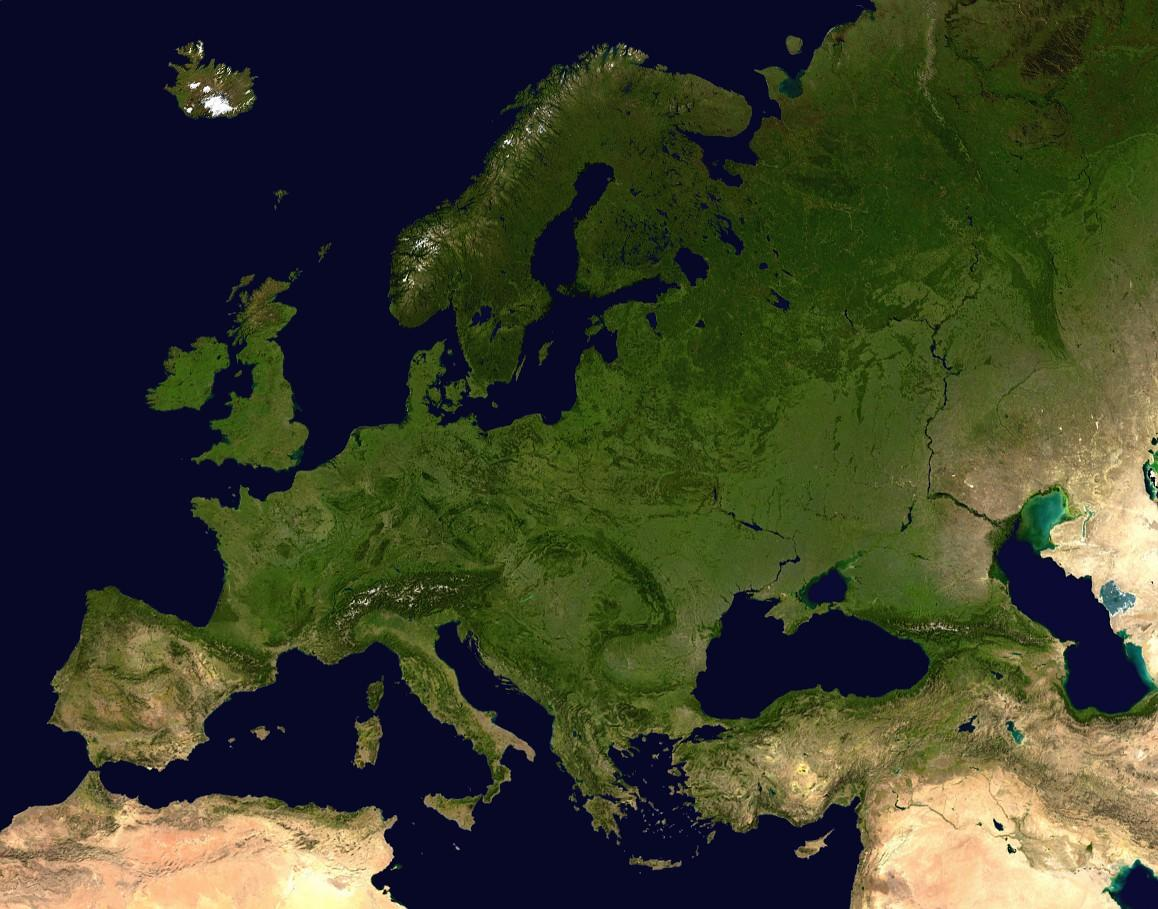
Europa văzută din satelit

- Nord - 71°10′21″N 25°47′04″E - Capul Nord (Norvegia)
- Sud - 36°00′55″N 5°36′20″W - Punta de Tarifa (Spania)
- Est - 60° 0′ 0″ N, 60° 0′ 0″ E - nord-estul Munților Ural (Rusia)
- Vest - 38°46′51″N 9°29′54″W - Cabo da Roca (Portugalia)

Granița de est a Europei este reprezentată convențional de Munții Ural, în Rusia. Primul geograf al secolului I d.Hr., Strabon, credea că, de fapt, Râul Tanaïs reprezintă această graniță, așa cum precizau și primele surse iudaice. Frontiera de sud-est cu Asia nu este definită clar. Cel mai adesea, Uralul sau, alternativ, Râul Emba sunt luate ca posibile delimitări. Granița continuă către Marea Caspică, Munții Caucaz sau, alternativ, Râul Kura din Caucaz, și ajunge la Marea Neagră; apoi, Strâmtoarea Bosfor, Marea Marmara, Strâmtoarea Dardanele și Marea Egee completează granița cu Asia. Marea Mediterană din sud separă Europa de Africa, în timp ce vecinul din vest este Oceanul Atlantic; Islanda, deși mai aproape de Groenlanda (America de Nord) decât de Europa, face, totuși, parte din cadrul acestui continent.
Datorită diferențelor culturale și socio-politice, există multe variante de delimitări ale Europei; în unele surse, anumite teritorii nu sunt incluse în Europa, în timp ce alte surse le includ. De exemplu, geografii din Rusia și alte state post-sovietice includ, în general, Munții Ural în Europa, dar Caucazul îl atribuie Asiei. De asemenea, unele hărți includ în Europa Georgia, Armenia și Azerbaidjanul, în timp ce altele le exclud. La fel în ciuda faptului că insulele Cipru și Malta sunt mai apropiate de Asia și Africa, adesea sunt redate ca aparținând continentului european, mai ales de când au devenit membre cu drepturi depline ale Uniunii Europene. Același lucru se petrece cu Insulele Canare ale Spaniei și cu teritoriile engleze și franceze situate în sau dincolo de Oceanul Atlantic sau în Oceanul Indian.

### Caracteristicile continentului european

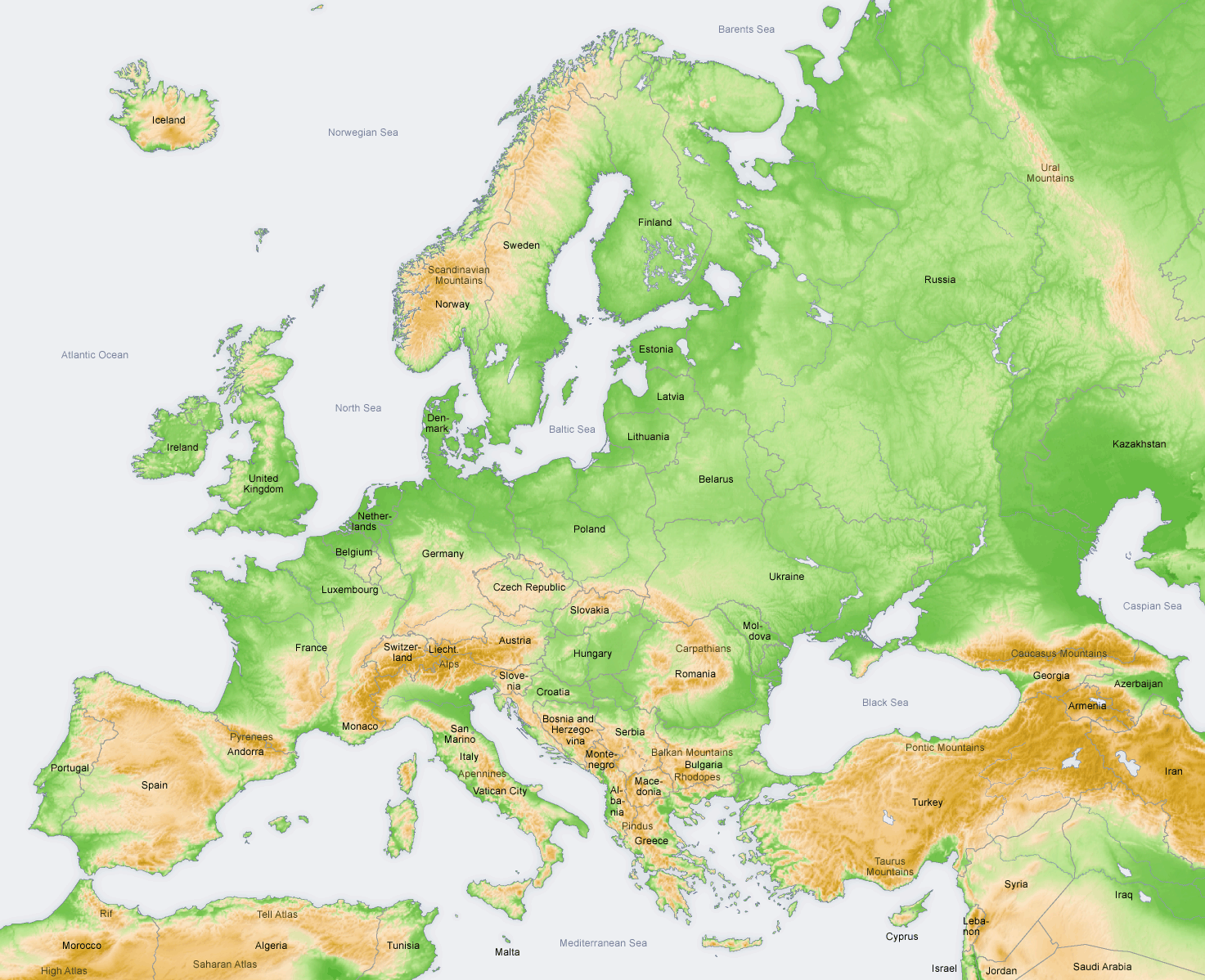
Harta fizică a Europei

- contur sinuos, lungimea țărmurilor de aproximativ 80 000 km
- relief complex și diversificat, altitudinea medie 340 m, altitudinea maximă 5642 m (Munții Caucaz)
- predominanța climatului temperat, prielnic locuirii umane
- diversitatea și complexitatea rețelei hidrografice ca tipologie, lungime, nivel, debit, importanță
- diversitatea biopedogeografică latitudinală și altitudinală
- resurse de subsol variate, neuniform răspândite
- grad ridicat de populare, densitatea populației-71 loc./km²
- ponderea ridicată a populației urbane (peste 77%)
- existența civilizațiilor străvechi (greacă, romană, bizantină) și predominanța religiei creștine
- prezenta celor 2 blocuri regionale: militar (NATO) și economic (UE)

### Relieful major - trepte, tipuri și unități majore de relief

Elbrus 3D version

Relieful Europei este foarte variat pe zone relativ mici. În regiunile sudice predomină caracterul muntos, în timp ce mergând spre nord, terenul coboară dinspre Alpi, Pirinei și Carpați, prin teritoriile deluroase, și continuă către câmpiile joase din nord și est. Aceste șesuri prelungite sunt cunoscute sub numele de Marea Câmpie Europeană, iar în mijlociul lor se întinde Câmpia Nord-Europeană. De asemenea, un arc format din zone mai înalte se desfășoară de-a lungul țărmului nord-vestic, care începe în vestul insulelor britanice și al Irlandei și continuă până la țărmul articulat și plin de fiorduri al Norvegiei.
Această descriere este simplificată. Zone cum ar fi, de pildă, Peninsula Iberică și Peninsula Italică au propriile caracteristici, așa cum și însăși Europa centrală dispune de multe platouri, văi și bazine care complică și mai mult tendința generală.
Suprafața Europei este de aproximativ 10,5 milioane de km2, fiind al șaselea continent ca întindere. Cea mai mare răspândire o au câmpiile cu înălțimi între 0 și 200 de metri, care reprezintă circa 57%, urmate de dealuri și podișuri — 37% — și munți — 6% din suprafața totală. Altitudinea medie este de 320 de metri, aceasta fiind cea mai mică, relieful încadrându-se între -28 de metri, în Marea Caspică, și 4807 metri, în Munții Alpi, vârful Mont Blanc.
Per ansamblu, altitudinile mai mici de 500 metri (câmpii, podișuri, dealuri) se întind din estul Munților Alpii Scandinaviei până în vestul Munților Urali și din nordul Munților Pirinei și al Mării Negre până la țărmulul Oceanului Arctic.

### Unități morfostructurale

Orogeneza alpina

Din punct de vedere tectonic, continentul aparține Plăcii Euroasiatice; 60% din suprafața Europei este foarte veche (unitățile de platformă și munții paleozoici).
- Europa străveche: primul nucleu continental al Europei este reprezentat printr-o unitate de platformă precambriană alcătuită din Scutul Scandinav, în nord, și Placa Est-Europeană (Placa Rusă), care se suprapune peste cea mai mare parte a Europei Estice.
- Europa caledoniană: Orogeneza caledoniană, care a avut loc în prima jumătate a erei paleozoice, a dus la formarea Munților Alpii Scandinaviei, a munților din arhipelagul Spitzbergen, a munților Scoției (Munții Grampieni) și Țării Galilor (Muntii Cambrieni).
- Europa hercinică: în Paleozoicul Superior, orogeneza hercinică a dus la formarea unui lanț de munți care începea de la Oceanul Atlantic și se termina la Marea Neagră. În prezent se păstrează în fundamentul unor câmpii din Vestul Europei, dar mai ales într-o serie de masive joase: Podișul Castiliei, Masivul Armorican, Masivul Central Francez, Munții Vosgi, Munții Pădurea Neagră, Masivul Șistos Renan, Masivul Harz (Mittelgebirge), Masivul Boemiei, Podisul Lysa Gora și Podișul Dobrogei de Nord. Aceeași orogeneză a dus la formarea Munților Urali.
- Europa alpină: orogeneza alpină, care a avut loc în erele mezozoică și neozoică, a dus la cutarea stratelor din fostul Ocean Tethis în urma coliziunii dintre continentul nordic Laurasia și cel sudic, Gondwana. A luat naștere lanțul alpin alcătuit din : Cordiliera Betică, Munții Pirinei, Munții Alpi, Munții Apenini, Alpii Dinarici, Munții Carpați, Munții Balcani(Stara Planina) și Munții Caucaz. S-a format și cel mai lung lanț de munți vulcanici din Europa, Harghita-Oaș-Vihorlat din erupțiile vulcanice neogene, precum și vulcanii mediteraneeni: Etna în Sicilia, Vezuviu în Italia, Stromboli în Insulele Lipari. În prezent, areale cu vulcani activi se găsesc în Islanda și Italia.

### Tipuri genetice de relief

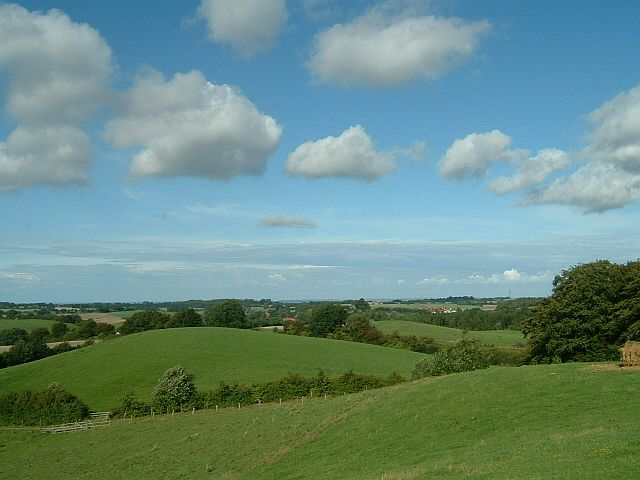
Câmpie din Danemarca

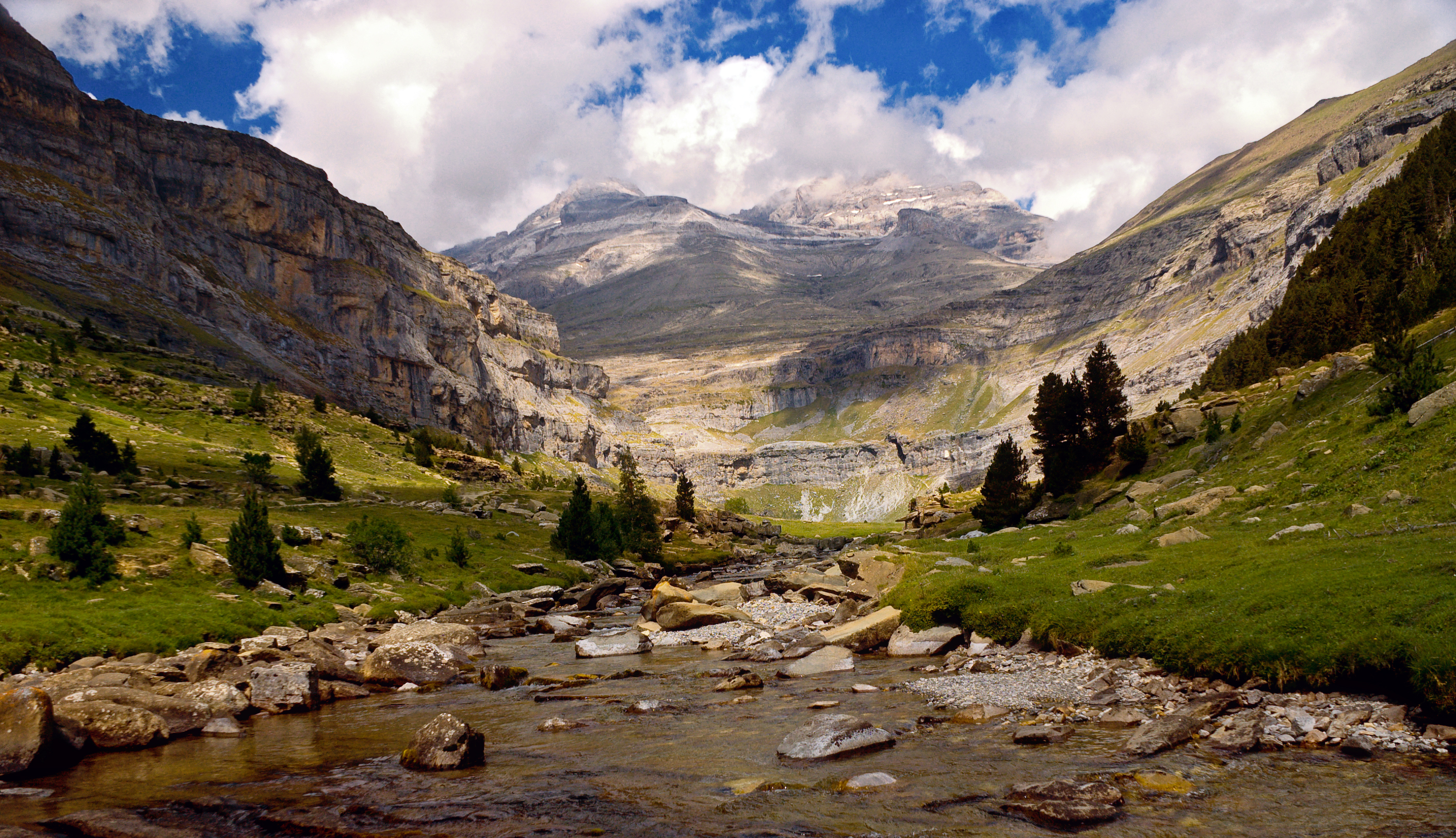
Circul glaciar de Soaso

Fiordul Geirangerfjord

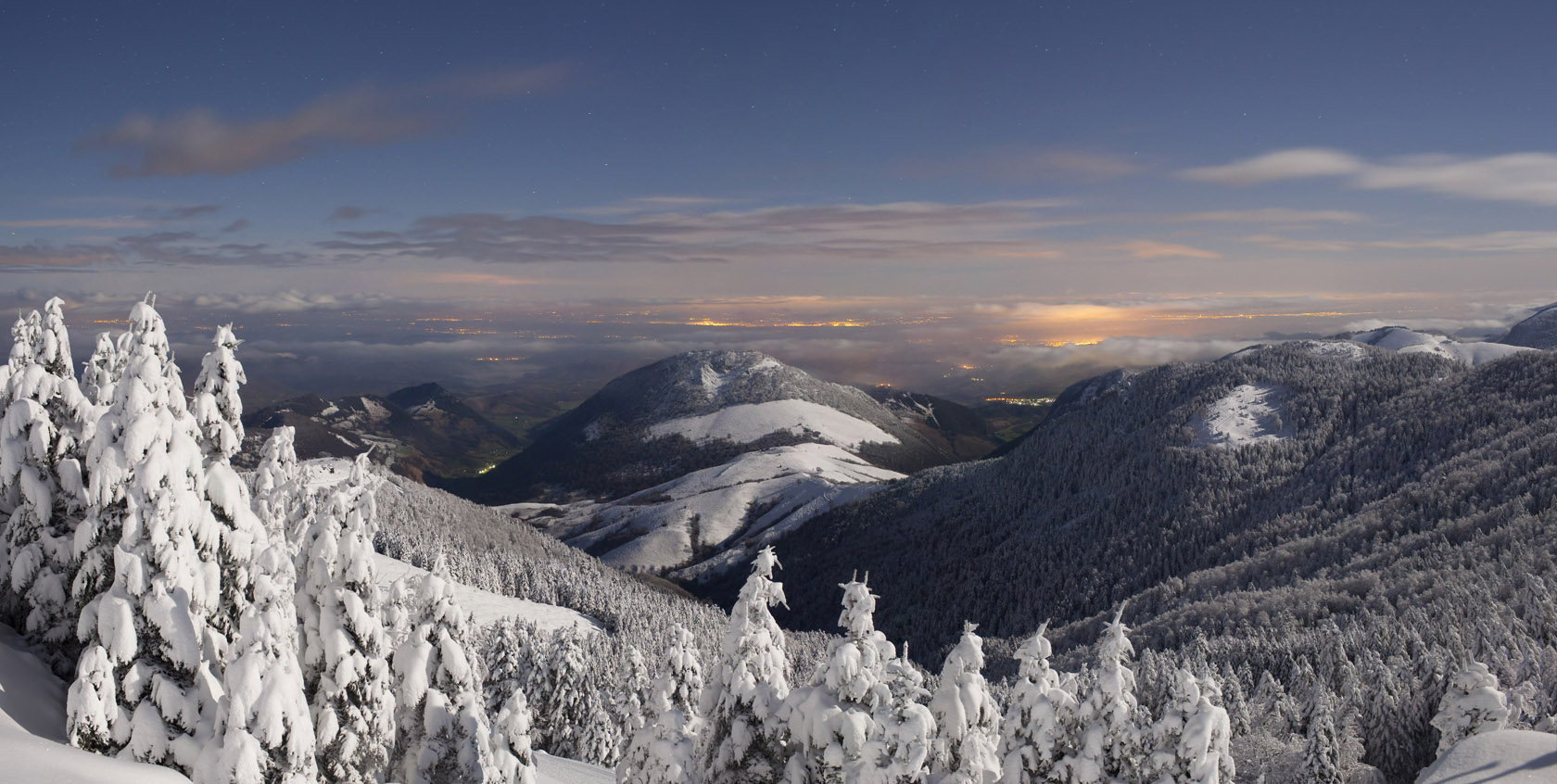
Piemont din Pirinei

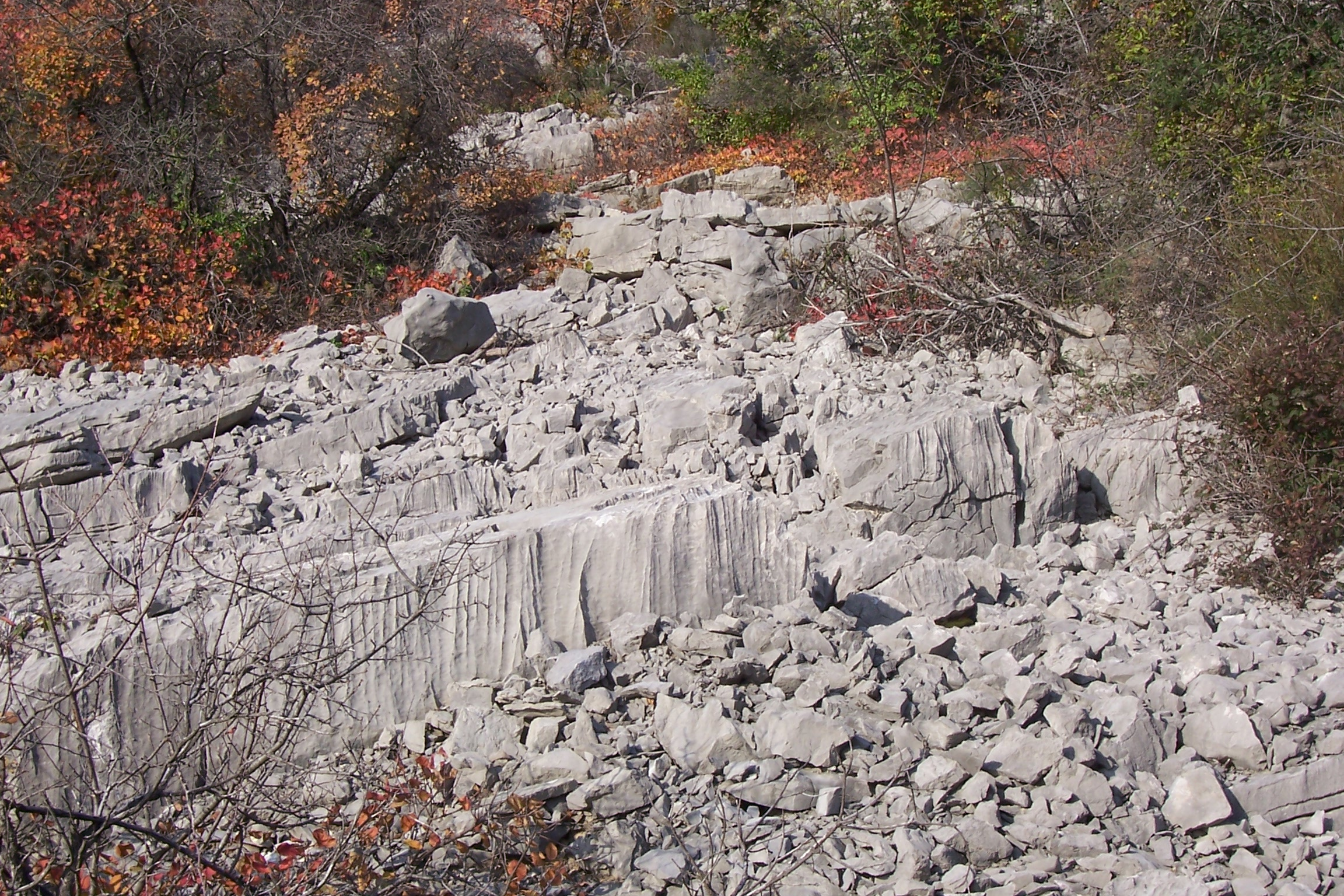
Podișul Karst

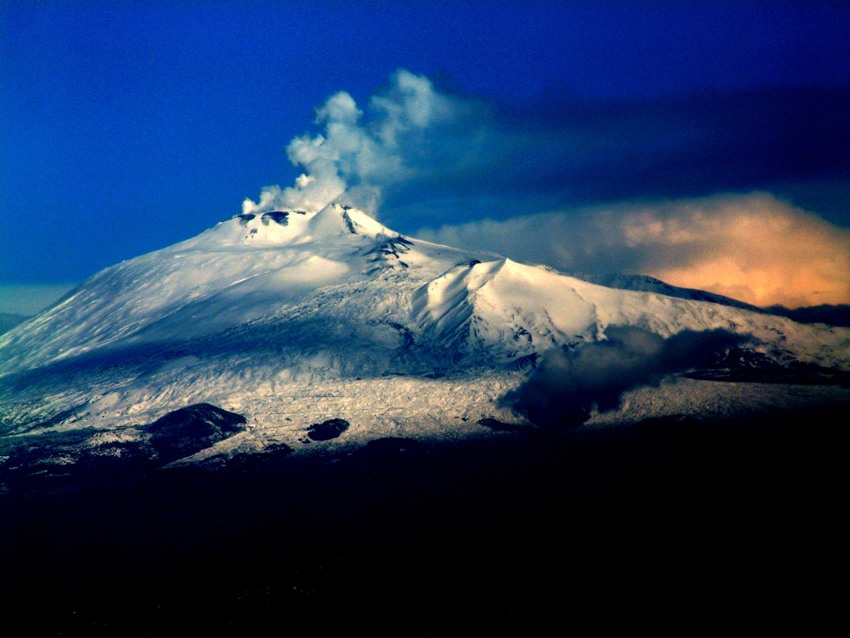
Etna

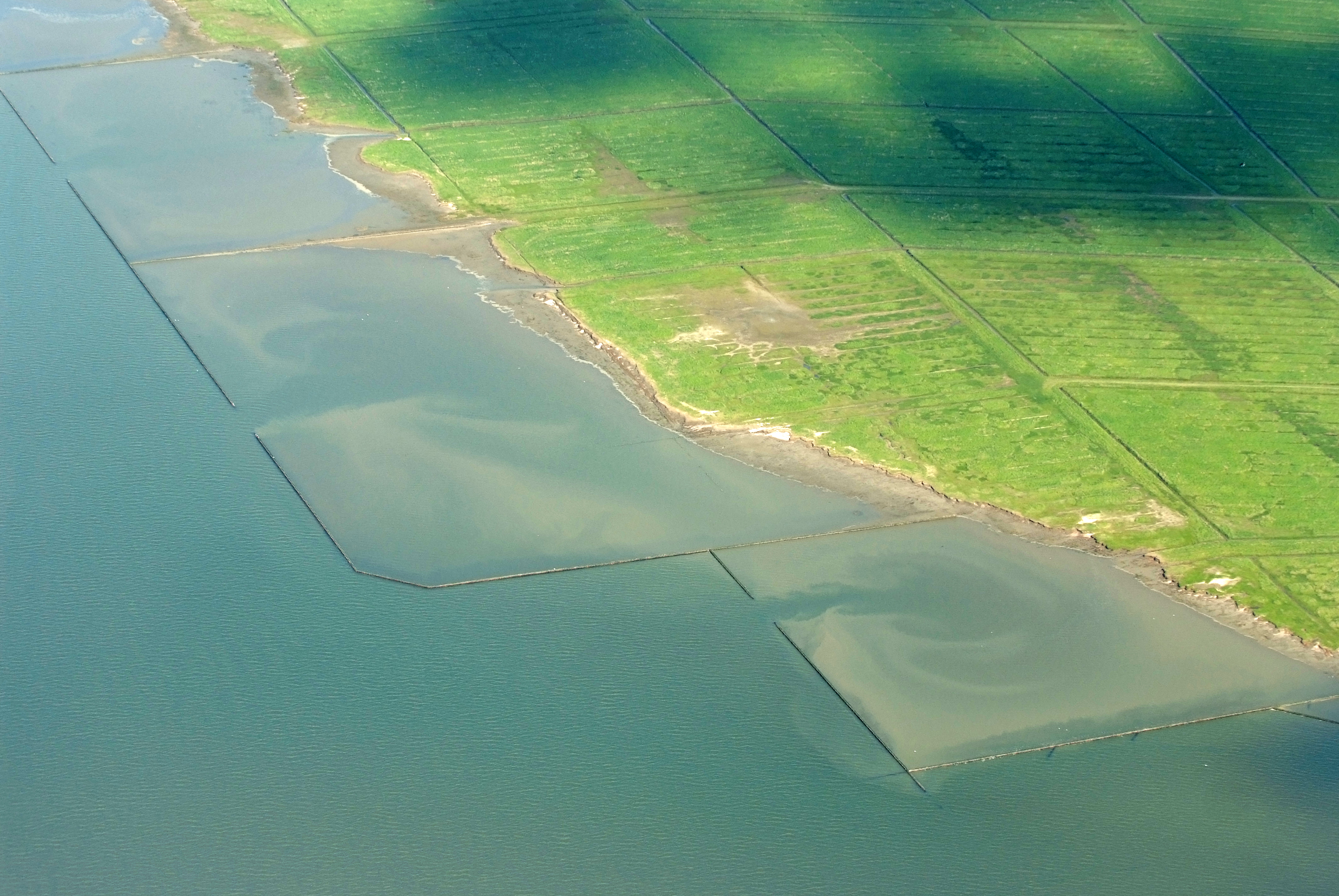
Poldere olandeze

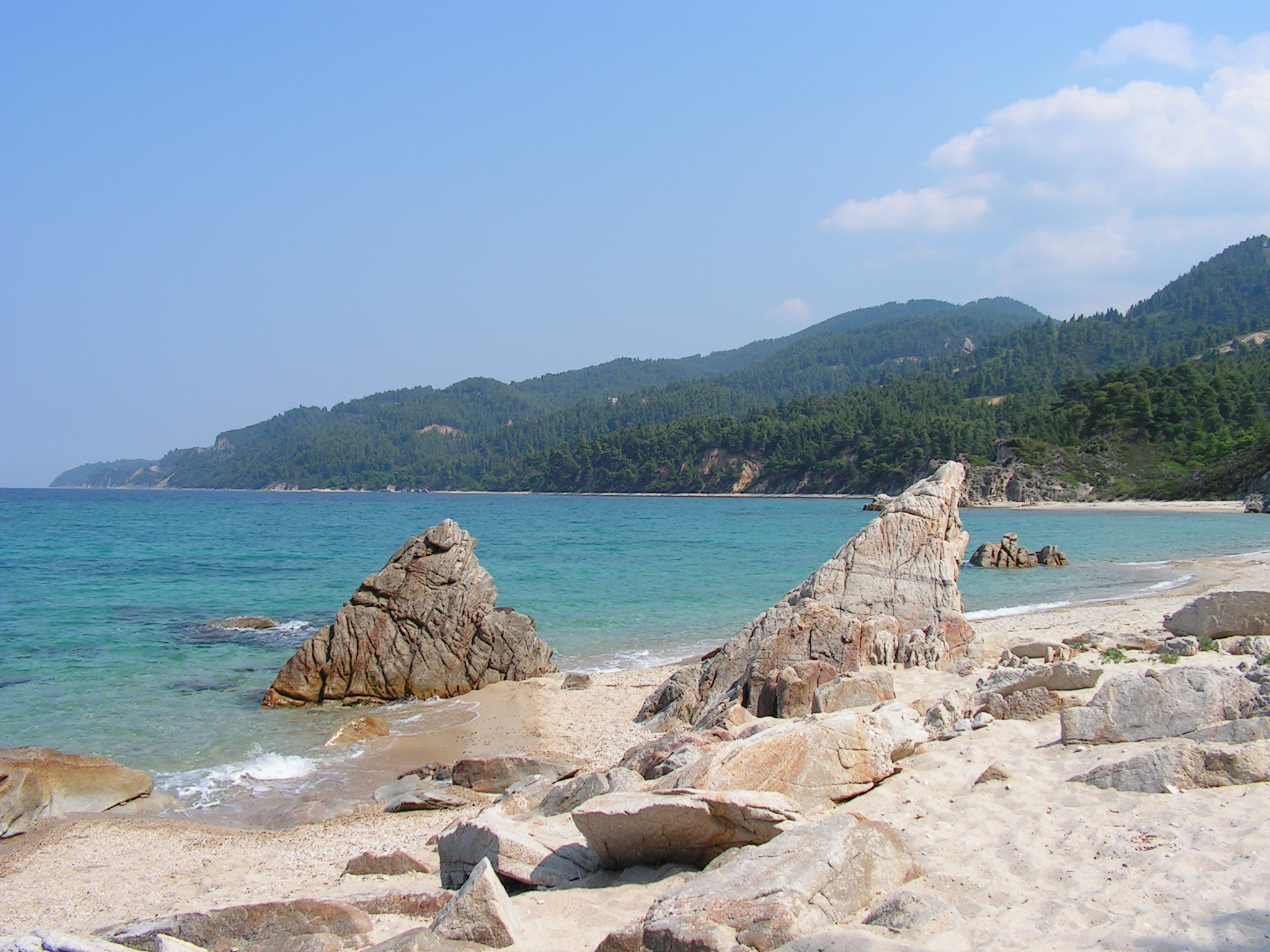
Plajă grecească

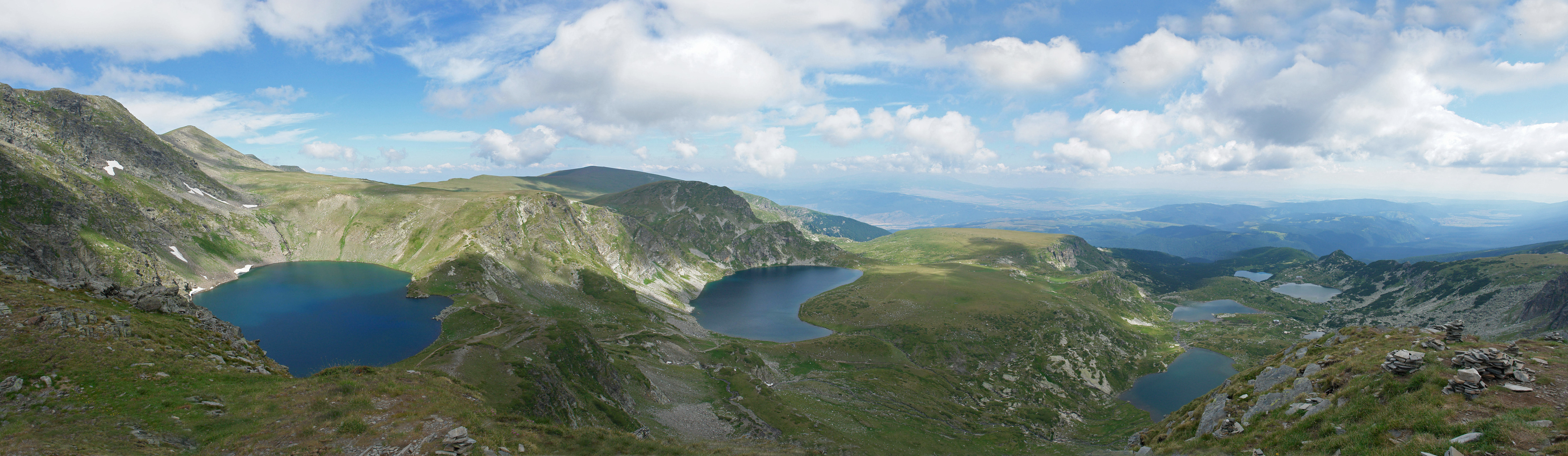
Munții Rila

Tipurile genetice majore de relief ale Europei sunt determinate de morfostructurile majore:
- Câmpiile: cele mai întinse se suprapun peste primul nucleu continental (Câmpia est-Europeană se suprapune peste placa est-europeană)

Sistemele montane caledonice, hercinice și alpine s-au format în orogenezele omonime, apărând astăzi fie sub forma unor lanțuri muntoase, fie sub forma unor masive muntoase și podișuri. 
Ariile depresionare apar sub forma unor câmpii de acumulare (fluviale, fluvio-lacustre, fluvio-glaciare) sau depresiuni interioare.
Unitățile de podiș se suprapun peste substraturi diferite după cum urmează: Podișul Ardeni, Podișul Boemiei, Podișul Podolic, Podișul Dobrogei pe structuri hercinice; Podișul Smaland, Podișul Norland și Podișul Finlandei se suprapun pe structuri caledonice.
Acțiunea agenților externi asupra acestor tipuri de relief a determinat apariția reliefului derivat:
- Relieful glaciar a apărut fie ca rezultat al acțiunii ghețarilor de calotă, fie ca rezultat al acțiunii ghețarilor montani.

Relieful glaciar de calotă. În pleistocen, Europa Nordică a fost acoperită de o platoșă de gheață care se extindea spre sud peste Marea Baltică și peste Câmpia Europei de Nord și Câmpia Est-Europeană până la latitudinea orașelor Kiev și Moscova. În urma topirii ghețarului de calotă a rămas un relief glaciar specific, cu aliniamente de morene, sandre, blocuri eratice și depresiuni care adăpostesc lacuri. Acest tip de relief glaciar se extinde peste sud-estul Peninsulei Scandinave, Finlanda, Câmpia Nord Europeană și jumătatea nordică a Câmpiei Est-Europene.
Relieful glaciar montan cuprinde mai multe tipuri: relief glaciar pirinean alcătuit dominant din circuri glaciare, creste alpine, relieful glaciar alpin și caucazian alcătuit din circuri, văi glaciare, morene, creste alpine, dar și relief glaciar actual. În Munții Carpați se conservă relieful glaciar cuaternar.
Relieful litoral:
- cu fiorduri: Peninsula Scandinavia, Arhipelagul Britanic
- cu riass: nordul Spaniei, nord-vestul Frantei
- cu estuare la gurile de vărsare ale fluviilor: Sena, Tamisa, Severn, Elba, Peciora, Dvina de Nord
- cu delte: Delta Volgăi, Delta Dunării, Delta Padului
- cu limane: la Marea Baltică și la Marea Neagră
- de tip dalmatic: pe litoralul Croației, la Marea Adriatică
- țărm antropic: polderele olandeze

Relieful carstic s-a format carstificându-se (calcare, sare, ghips) și este diversificat în raport de condițiile locale. Curpinde relief carstic de suprafață: lapiezuri, doline, uvale, polii, ponoare, poduri naturale, toate incluse în termenul exorcarst, și carstul din adâncime, endocarstul, alcătuit din peșteri. Cele mai reprezentative zone carstice din Europa sunt Podișul Karst (Slovenia) și Munții Alpi din Austria.
Relieful de loess/sedimentar: microdepresiuni formate prin tasare numite crovuri. Se găsește în Câmpia Germano-Polonă, Câmpia Europei de Est.
Relieful vulcanic din Europa cuprinde trei tipuri principale : platouri vulcanice în Islanda, vulcani activi și semiactivi cu relief vulcanic alcătuit din conuri și cratere, în Italia, și un lanț vulcanic neogen stins în Carpați cu relieful vulcanic modelat de agenții externi unde apar conuri vulcanice, neck-uri și cratere sau fragmente de cratere.
Relieful piemontan este cel mai bine reprezentat în nordul Munțiilor Pirinei, în regiunea Piemont din nordul Italiei și în Piemontul Getic, în sudul Carpaților Meridionali.
Suprafețele de eroziune apar în masivele vechi sub forma unor peneplene, cât și în munții de tip alpin, sub forma de nivele de creste sau platouri largi și fragmentate formate în trei-patru etape de evoluție numite suprafețe de nivelare.
Terasele și luncile se desfășoară în lungul văilor din Europa Centrală și de Sud și cuprind 3-8 trepte de terasă. Toate râurile mari și fluviile din Europa prezintă lunci largi și uneori culoare de vale.
Relieful eolian este format din câmpuri de dune și apare mai frecvent în sud-vestul Franței și în Câmpia Mării Caspice și Danemarca.
Relieful insulelor este format din munții alcătuiți din roci eruptive sau cristaline cu înălțimi de până la 1500 metri și din câmpii litorale înguste. Insula Islanda are aspectul unui imens podiș vulcanic, alcătuit din bazalte, tufuri și brecii vulcanice terțiare, peste care se înalță numeroase conuri vulcanice, dintre care cel mai înalt are 2115 metri (Hekla).

### Unități majore de relief

#### Munții Caledonici (paleozoici) formați în Silurian

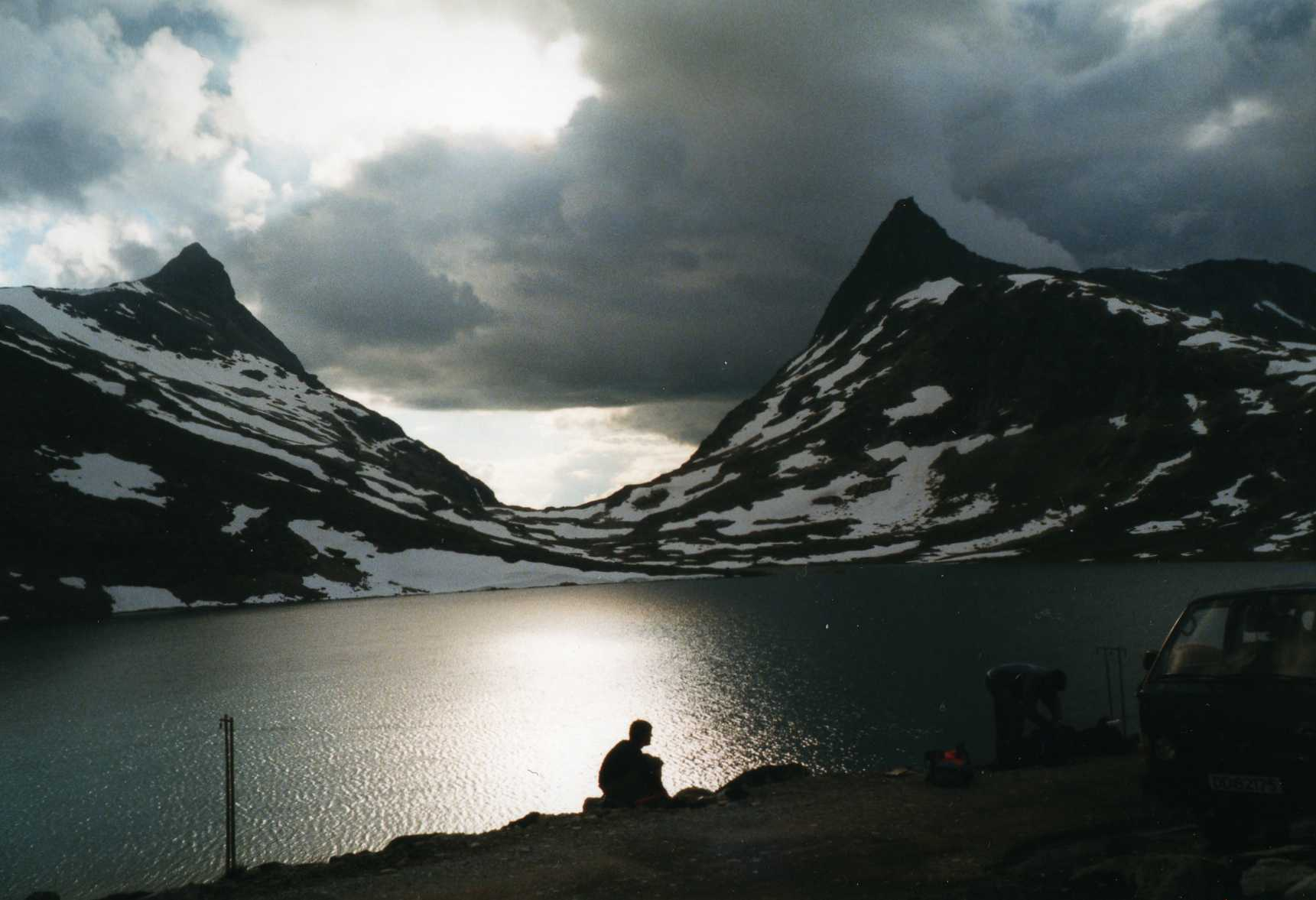
Munții Scandinaviei

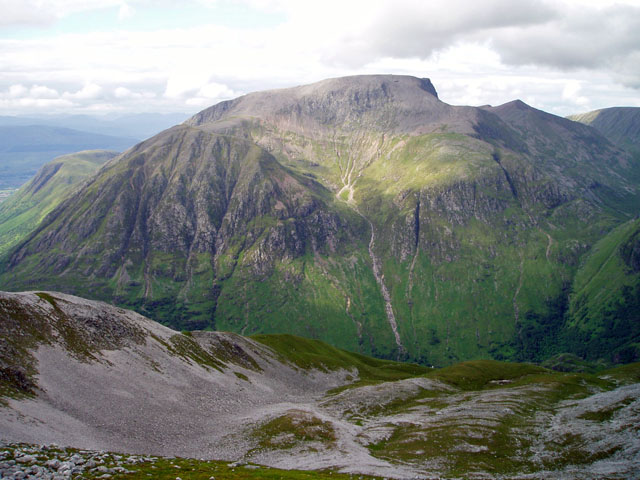
Vârful Ben Nevis

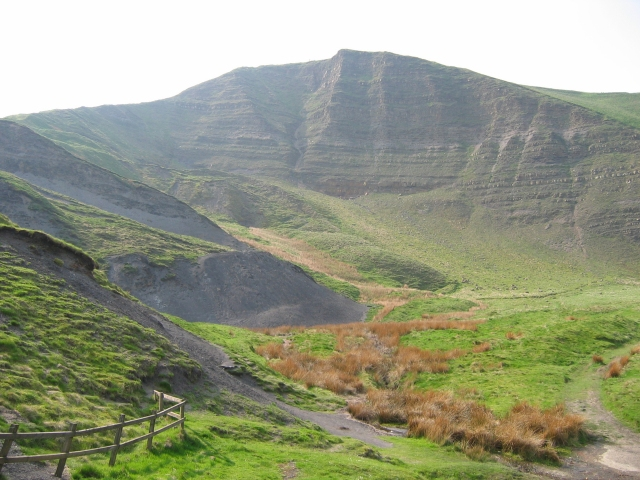
Munții Penini

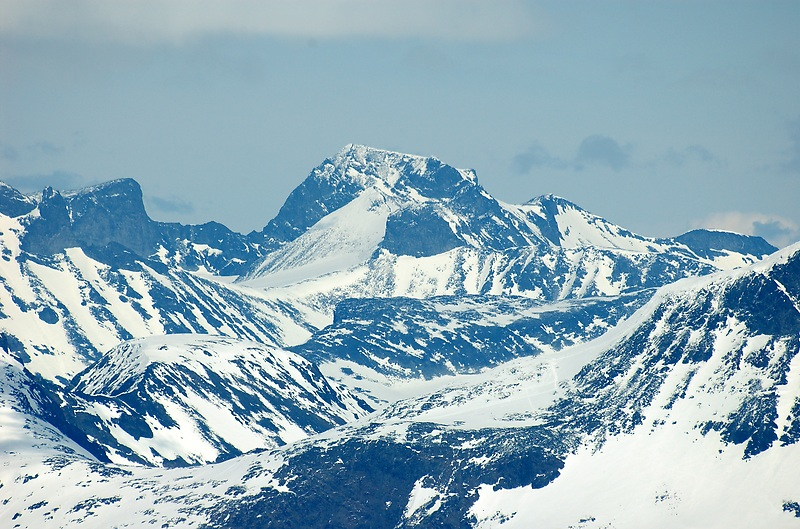
Alpii Scandinaviei

##### Munții Scandinaviei
- se situează în nordul Peninsulei Scandinavice
- formați în Orogeneza Caledonică, ridicați pe verticală în orogeneza alpină
- altitudini de peste 2000 metri
- afectați de glaciația cuaternară
- relief glaciar
- la contactul cu Marea Norvegiei se formează fiorduri

##### Munții Grampieni
- Vf. Ben Nevis - 1343 metri
- lanțuri orientate SV-NE, separate de depresiuni tectonice

##### Munții Penini
- se situează în Marea Britanie
- formați în orogeneza caledonică, afectați de cutările hercinice
- puternic erodați și faliați
- calcare și relief carstic
- altitudini sub 900 metri - Vf. Cross Fell - 893 metri

#### Munții Hercinici (paleozoici) formati in Carbonifer

##### Masivul CentralFrancez
- se situează în vestul Franței
- roci metamorfice

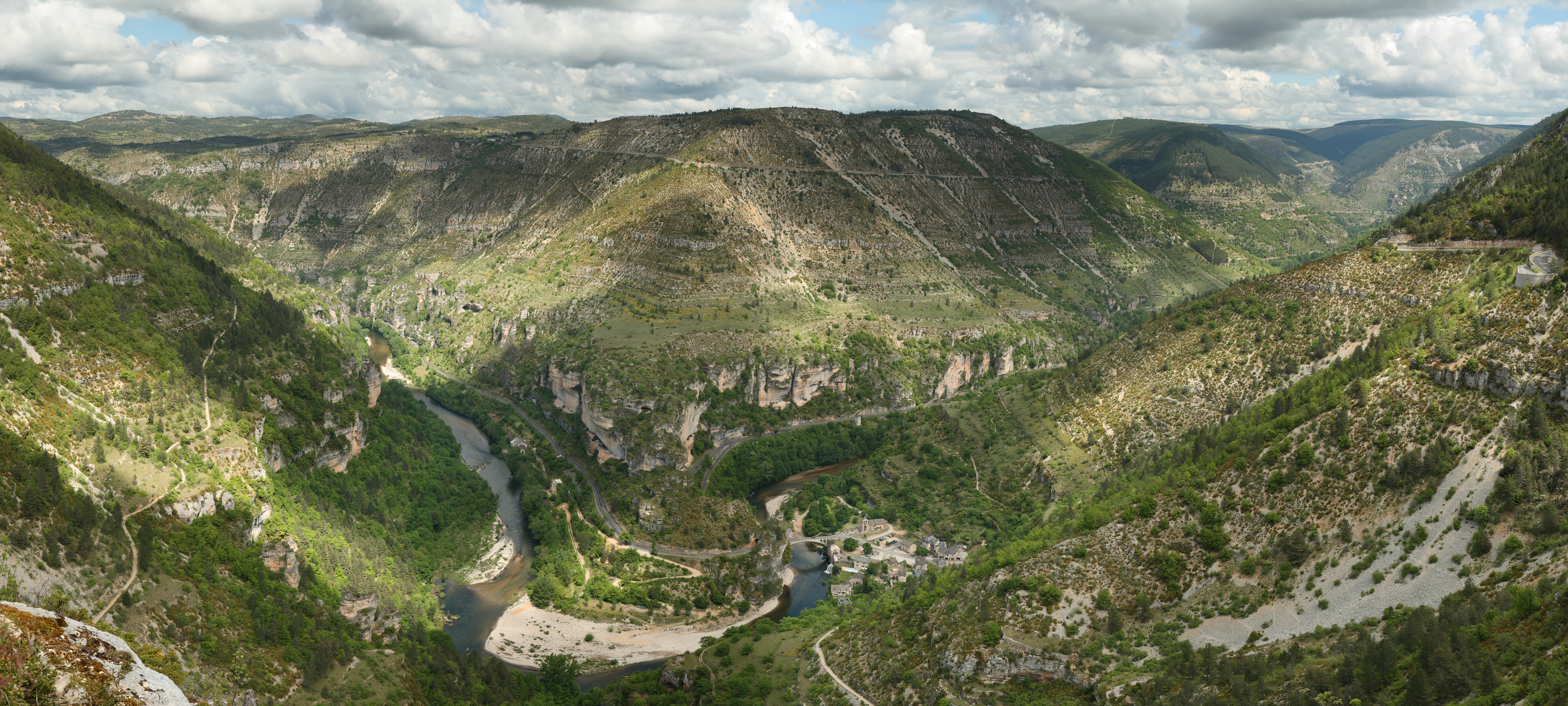
Masivul Francez

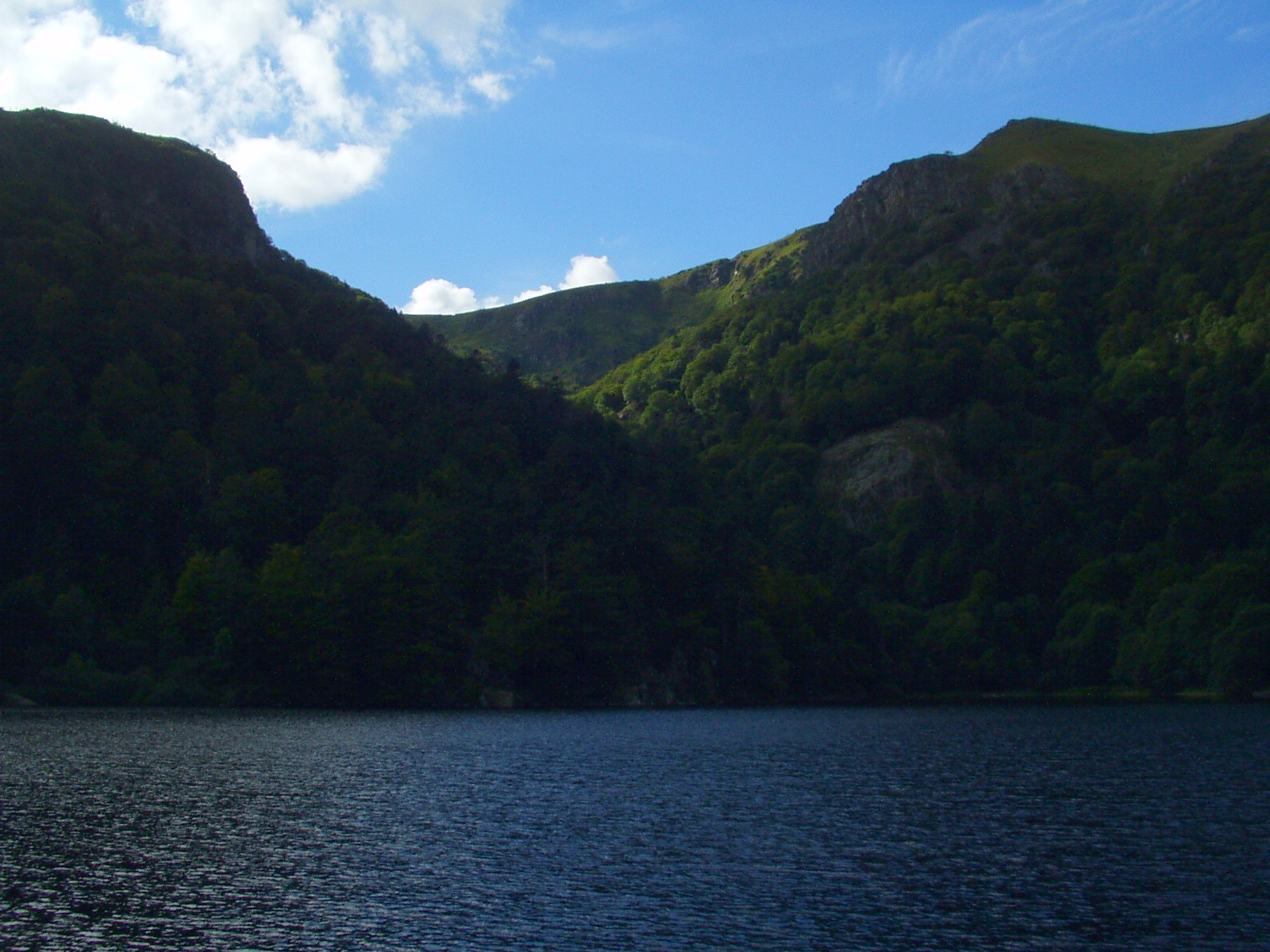
Muntii Vosgi

- afectați de vulcanismul din neozoic - conuri și cratere
- în partea de sud se găsește relief carstic cu numeroase sectoare de chei
- alt. max. - 1886 m (Mont-Dore, vf vulcanic Puy de Sancy)

##### Meseta Spaniola

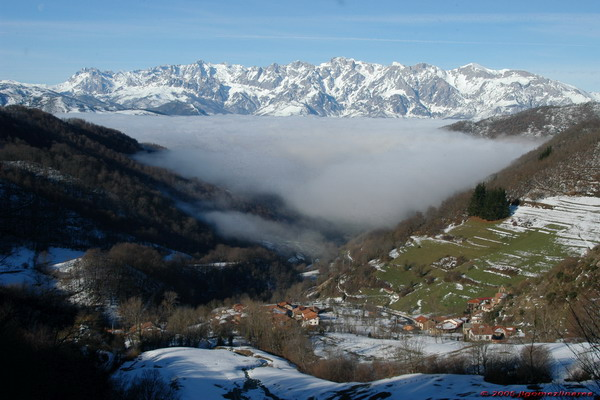
Meseta Spaniola

- se află în partea centrală a peninsulei Iberice
- roci metamorfice
- erodată și faliată - culmi alungite numite sierre
- relief ruiniform apărut prin eroziune
- cele mai înalte vârfuri cu relief glaciar (Sierra de Gredos - 2592 m)

##### Munții Vosgi(Pădurea Neagră)
- situați în Germania
- roci metamorfice
- un sistem de horsturi (Pădurea Neagră și Vosgii) și grabene (Valea Rinului)
- altitudini ce depășesc 1400 de metri
- relief vulcanic

##### Masivul Șistos Renan
- are orientare est-vest și se află pe de-o parte și pe alta a Rinului
- roci metamorfice
- afectați de erupții vulcanice
- relief vulcanic
- înălțime medie : 600–800 m

##### Munții Jura
- se situează în nordul Alpilor
- roci metamorfice

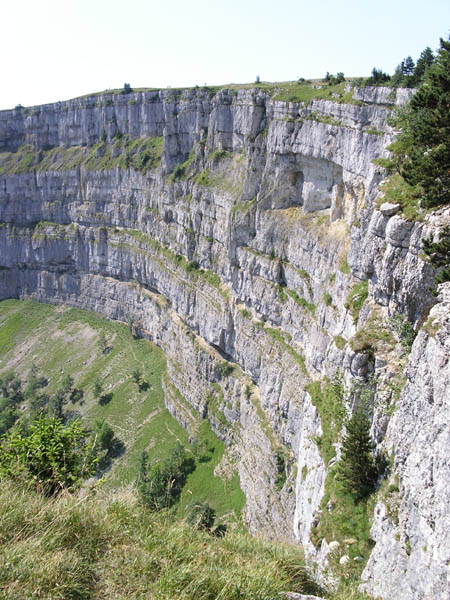
Munții Jura

- alt. max. 1723 m - Vârful Crête de la Neige
- straturi de rocă dispuse în cute regulate, paralele și o structură ce a dat naștere reliefului jurasian

##### Patrulaterul Boemiei
- se situează în Cehia
- alcătuit din Podișul Boemiei, încadrat de Colinele Ceho-Morave, Munții Sudeți și Munții Metaliferi, în centru aflându-se Munții Pădurea Boemiei
- roci metamorfice
- relief carstic

##### Munții Ural

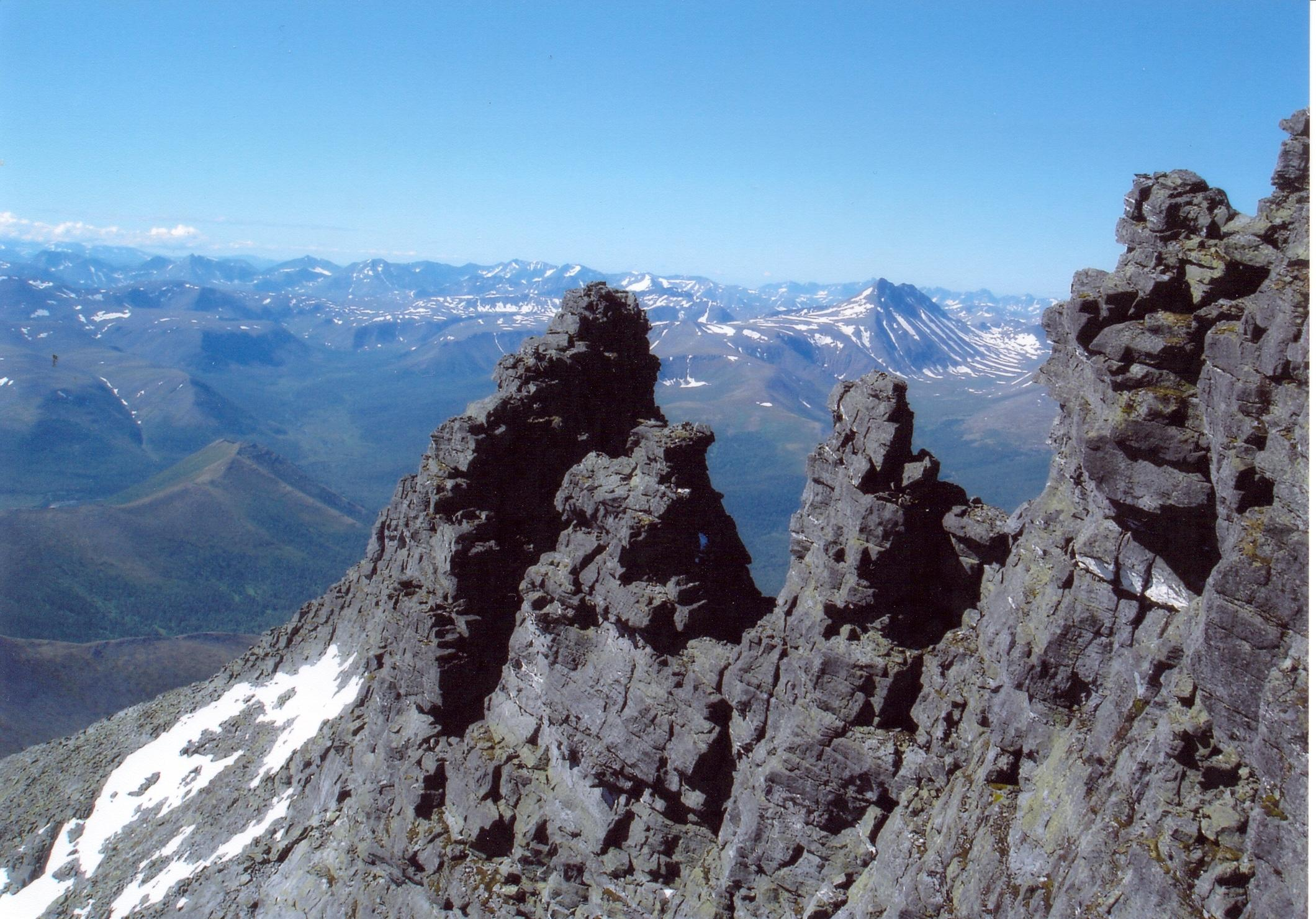
Munții Ural

- se află la contactul dintre Europa și Asia
- orientați de la nord la sud și au o lungime de 2000 km
- roci metamorfice
- alt. max. - Vf. Narodnaia, 1894 m
- relief glaciar în nord, carstic și vulcanic în centru și nivelat de eroziune în sud

##### MunțiiHarz
- cel mai nordic masiv hercinic
- masiv erodat

#### Munții alpini tineri (mezozoici) formați în Cretacic

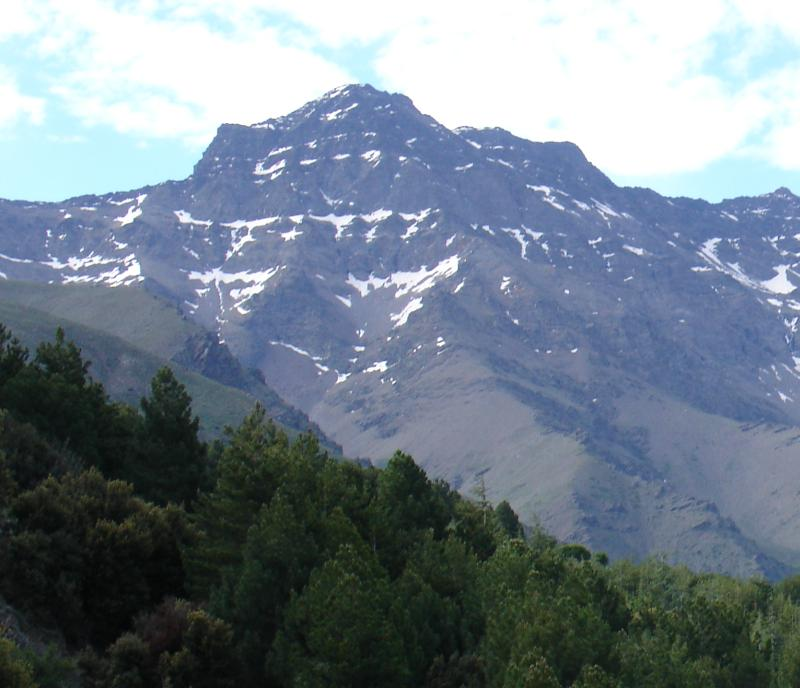
Sierra Nevada

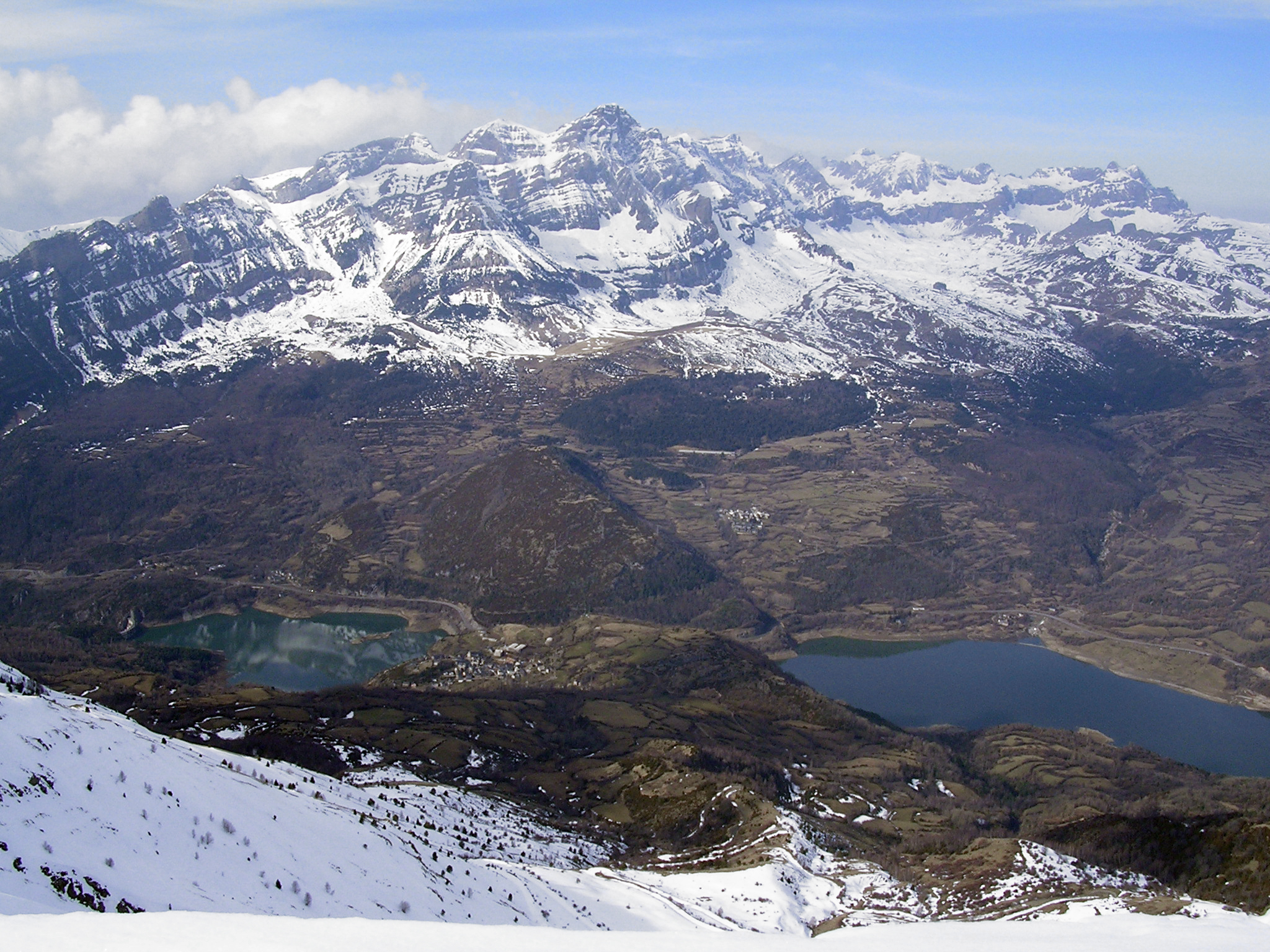
Pirinei

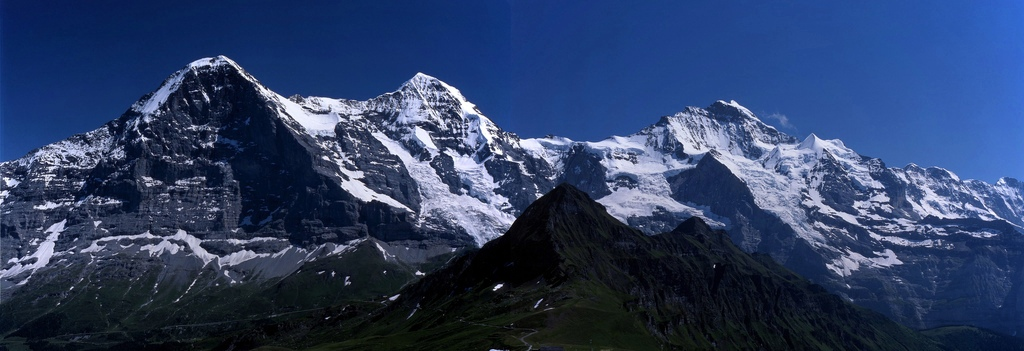
Alpi

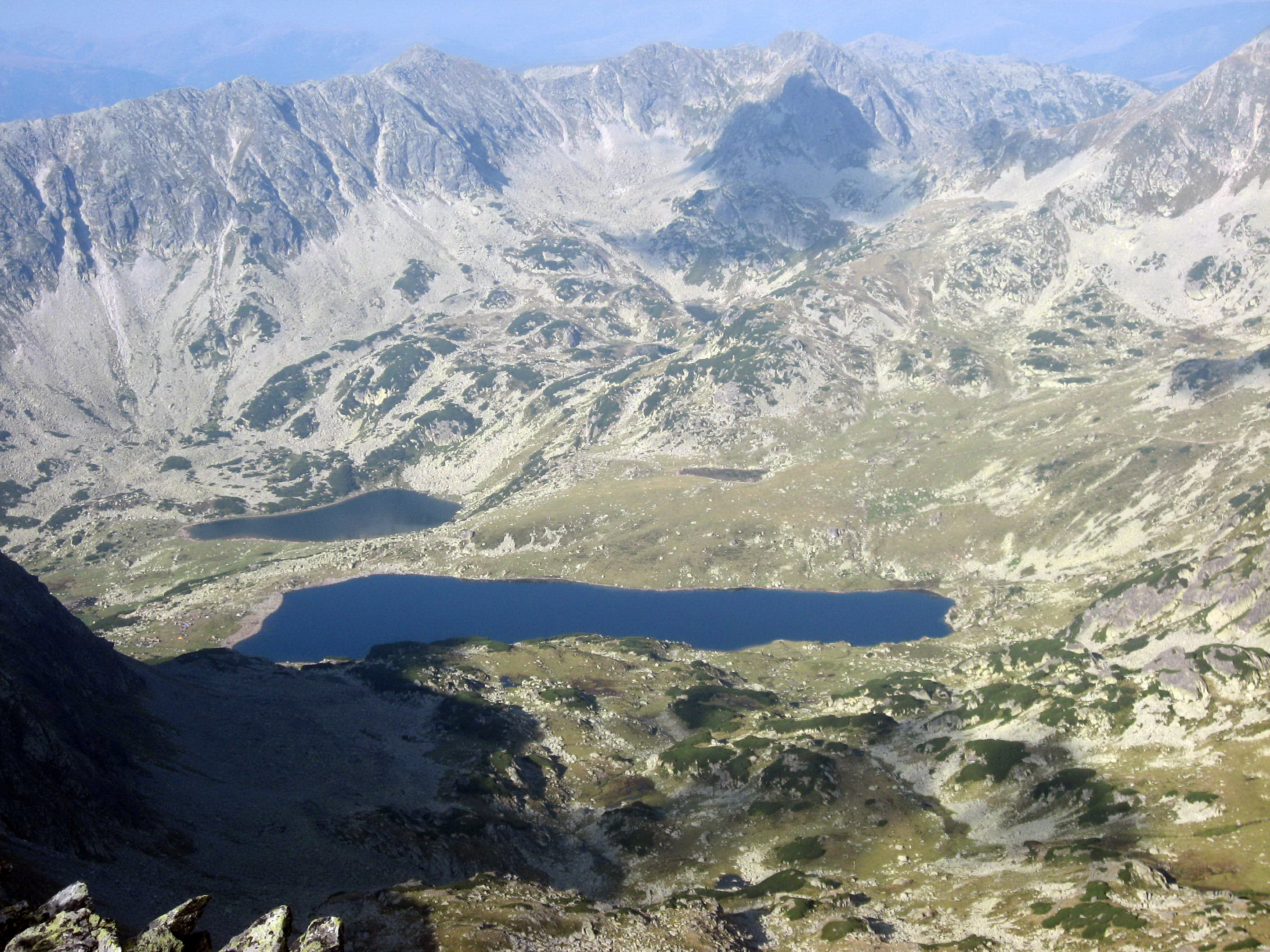
Munții Carpați

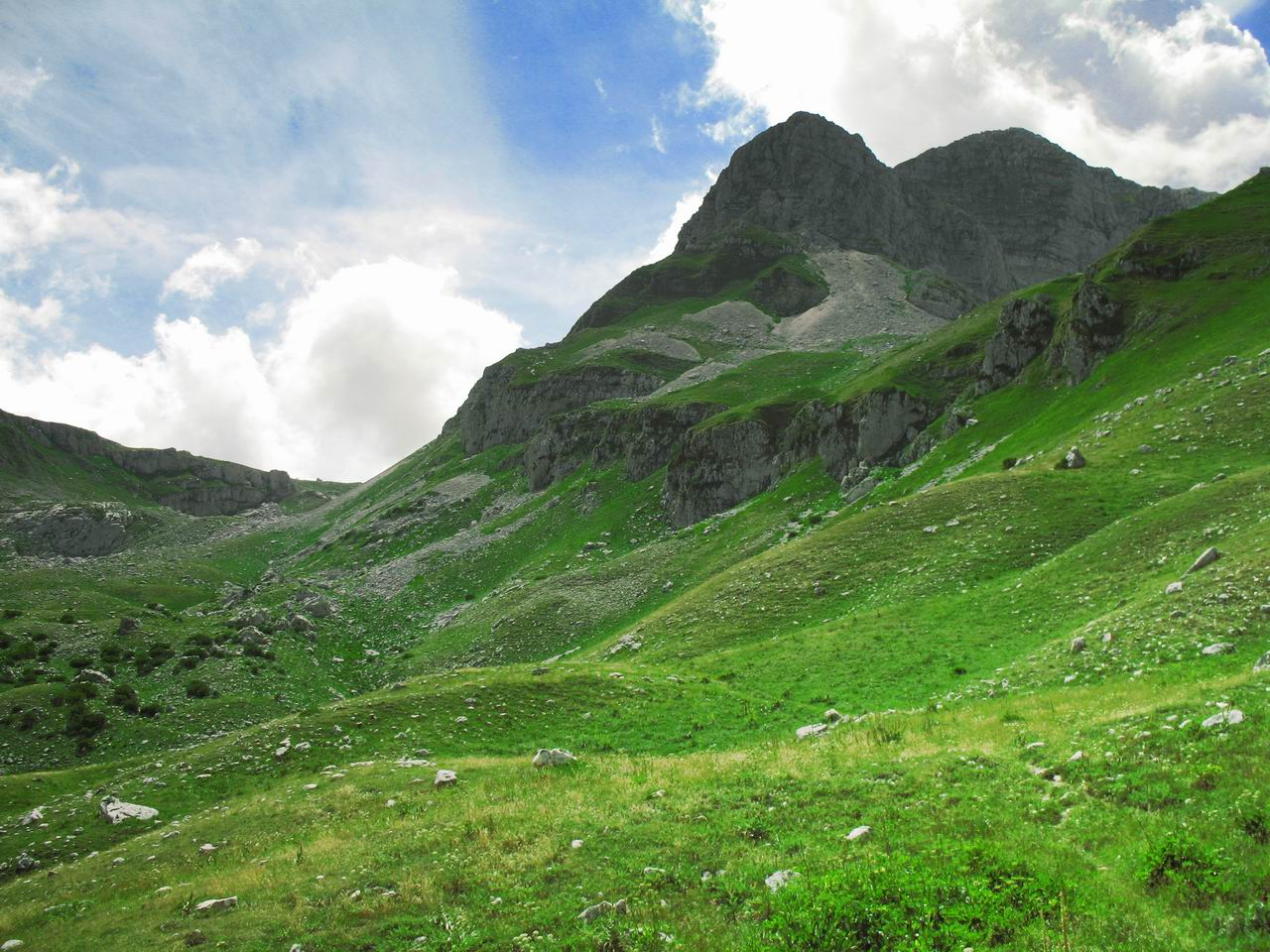
Munții Apenini

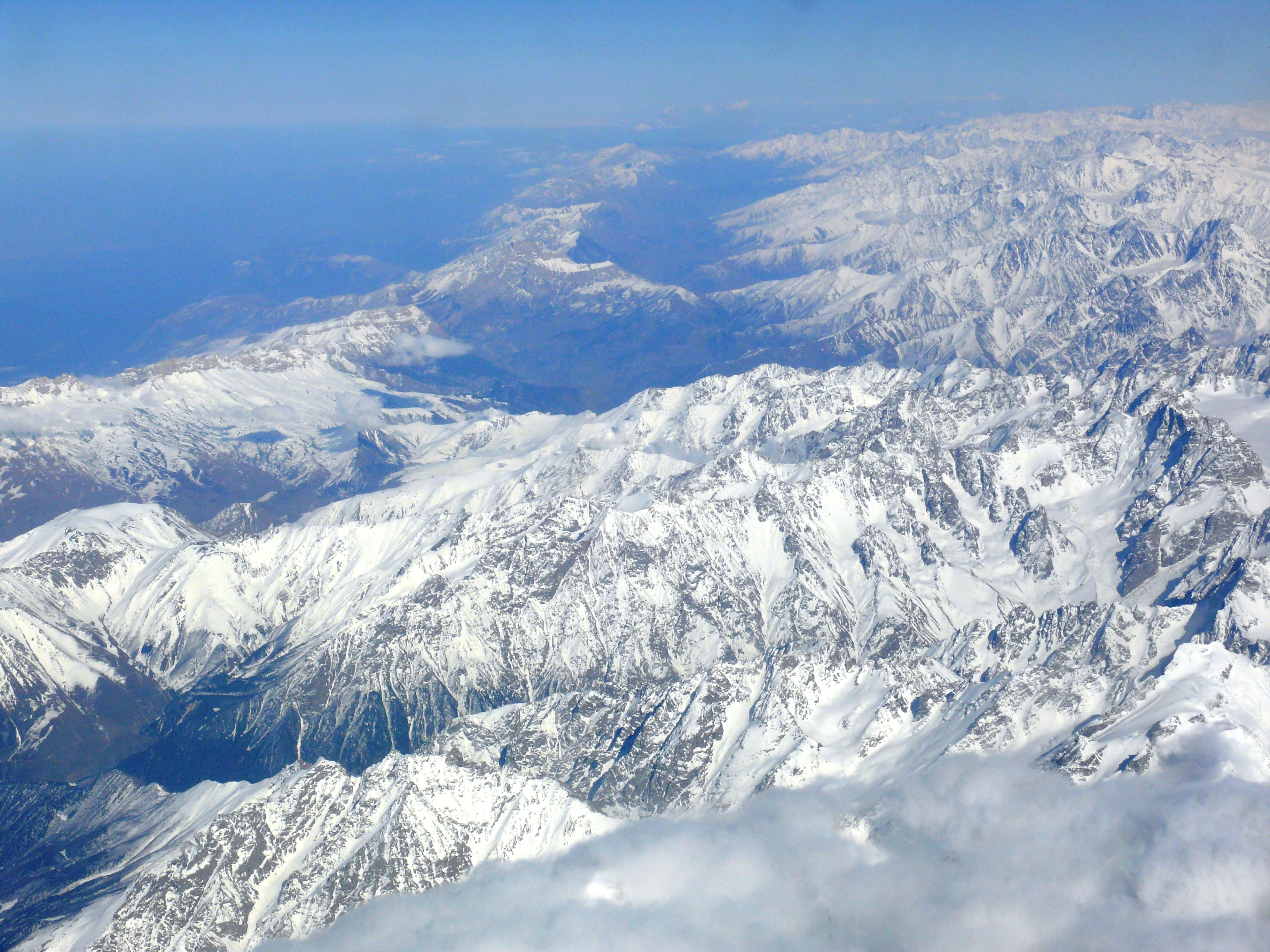
Munții Caucaz

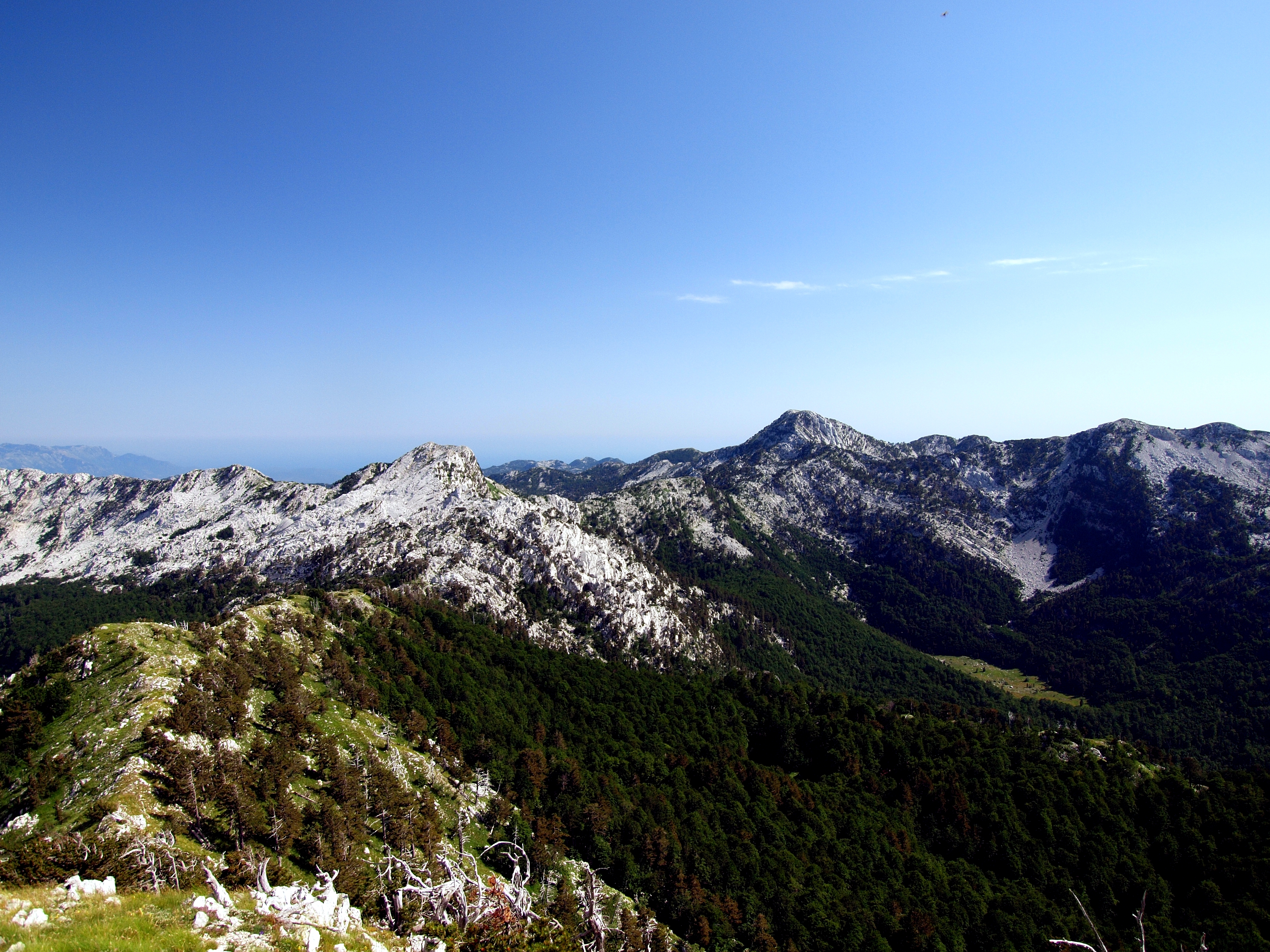
Alpii Dinarici

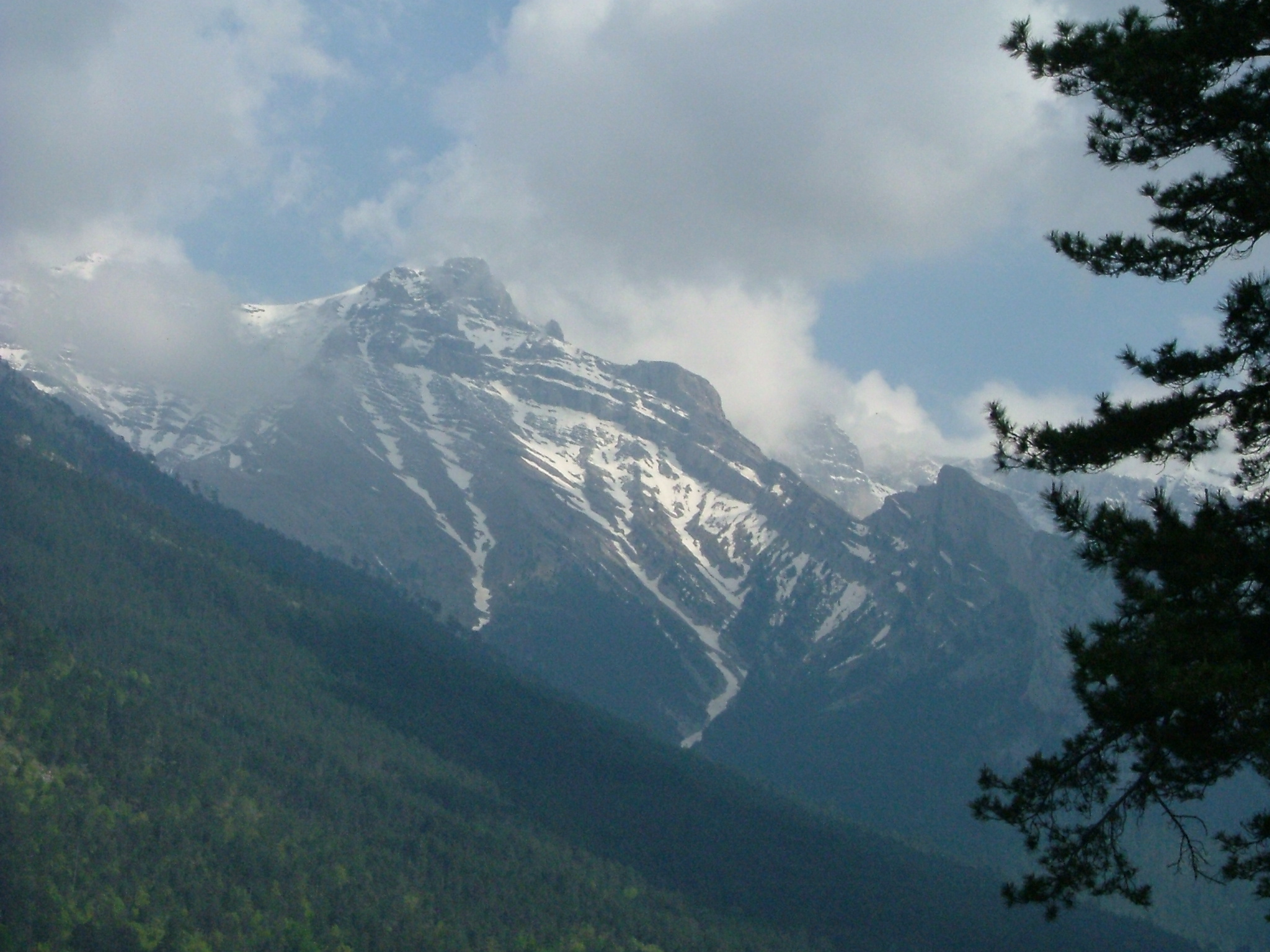
Muntele Olimp

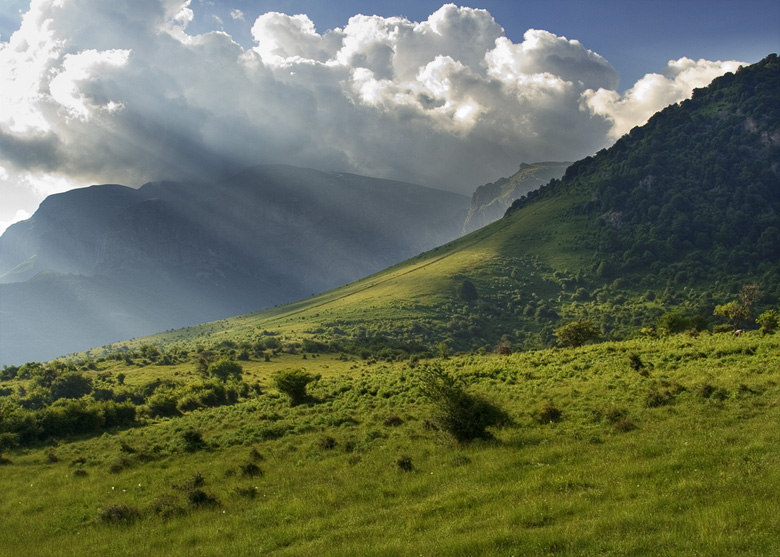
Munții Balcani

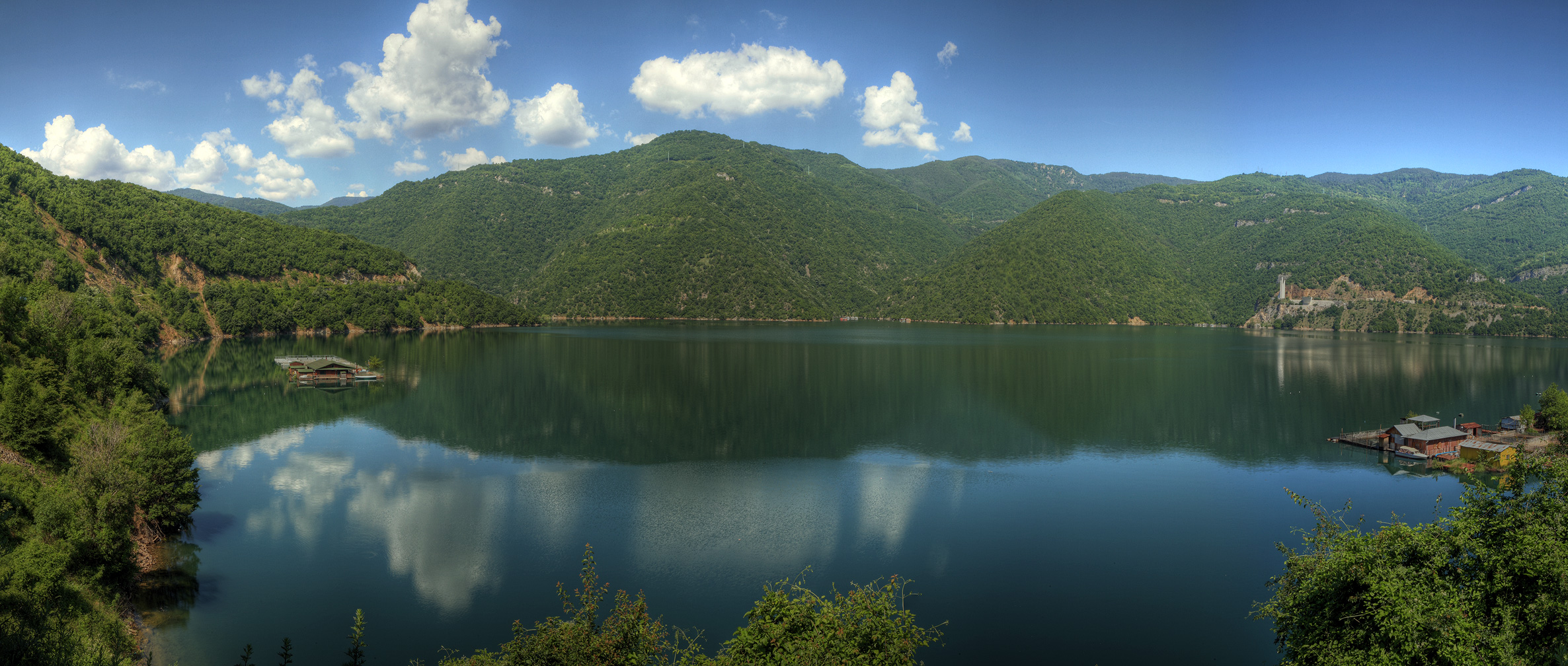
Muntii Rodopi

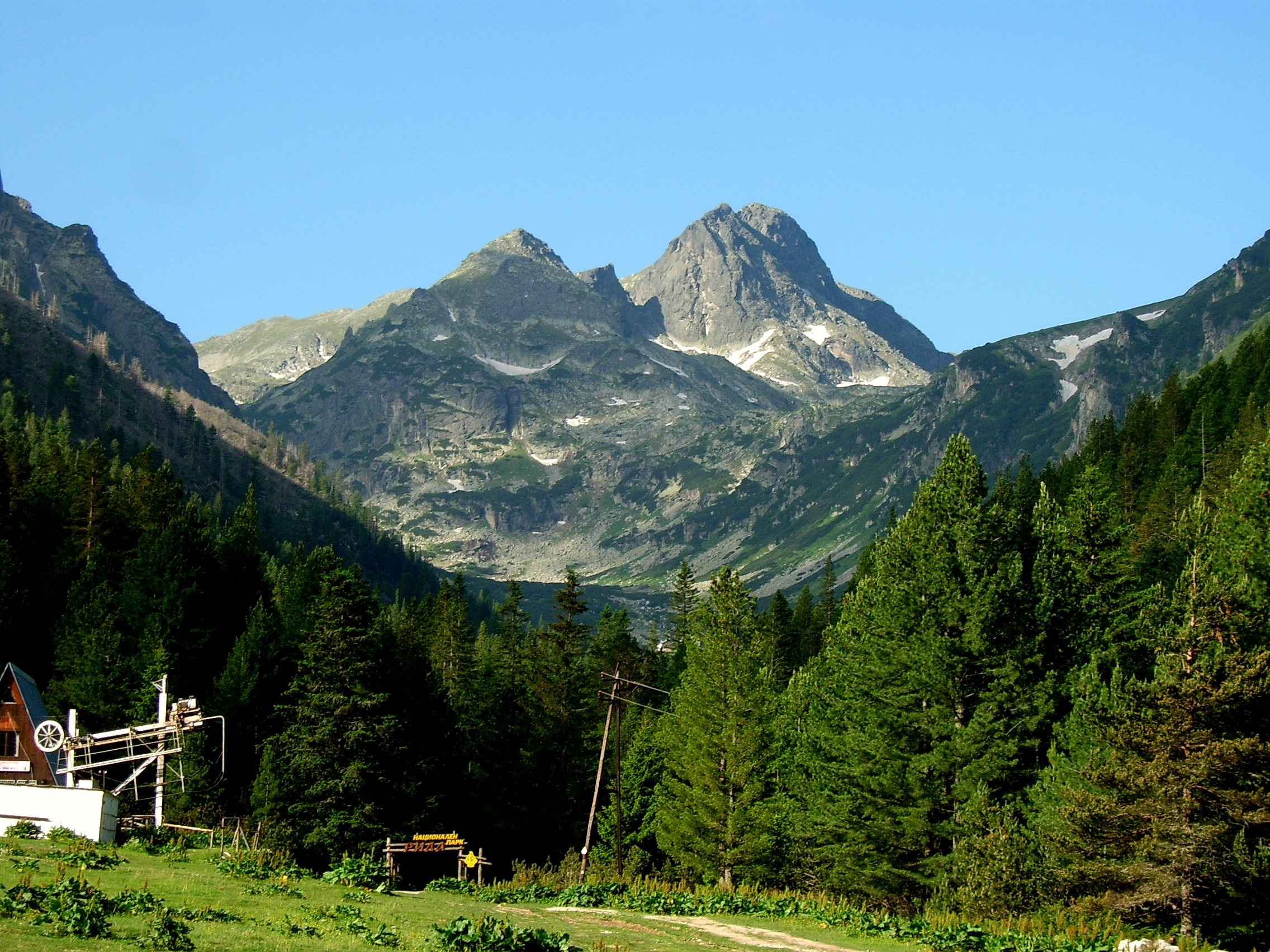
Munții Rila

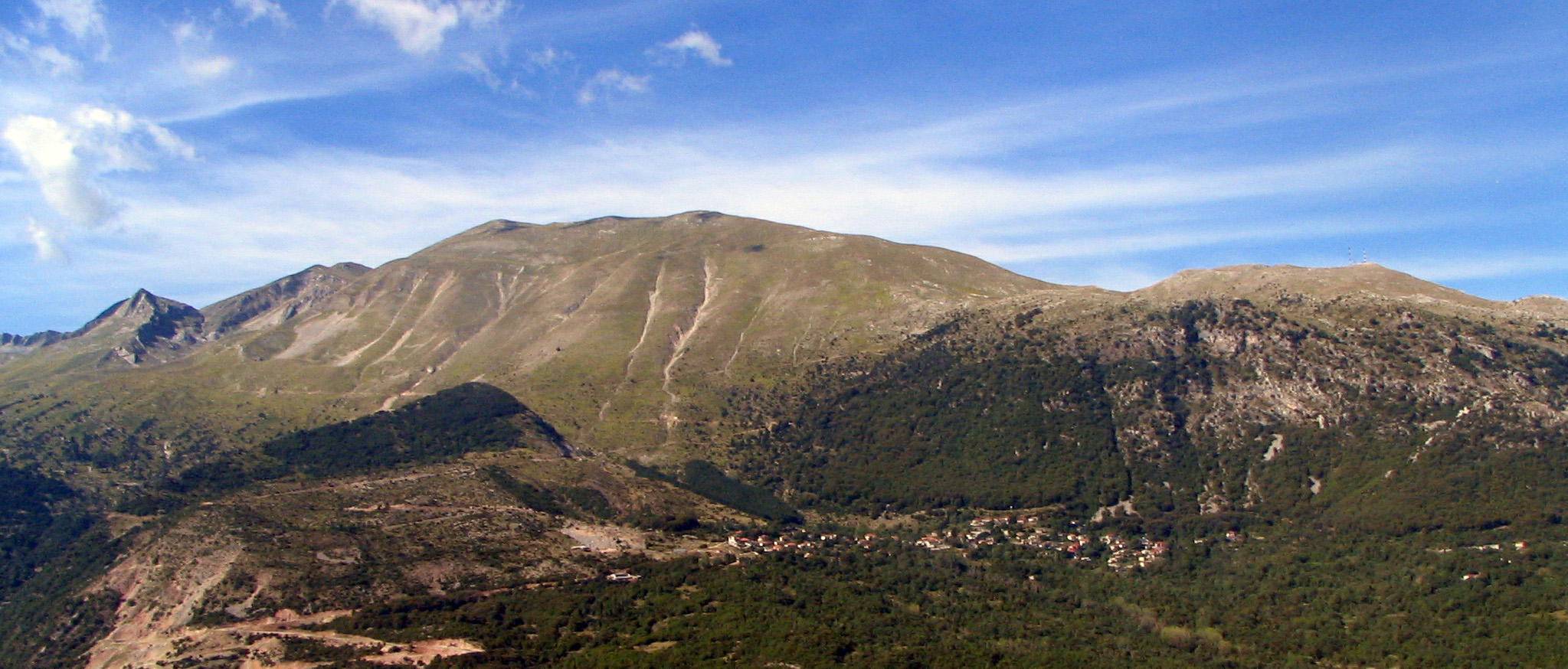
Munții Pindus

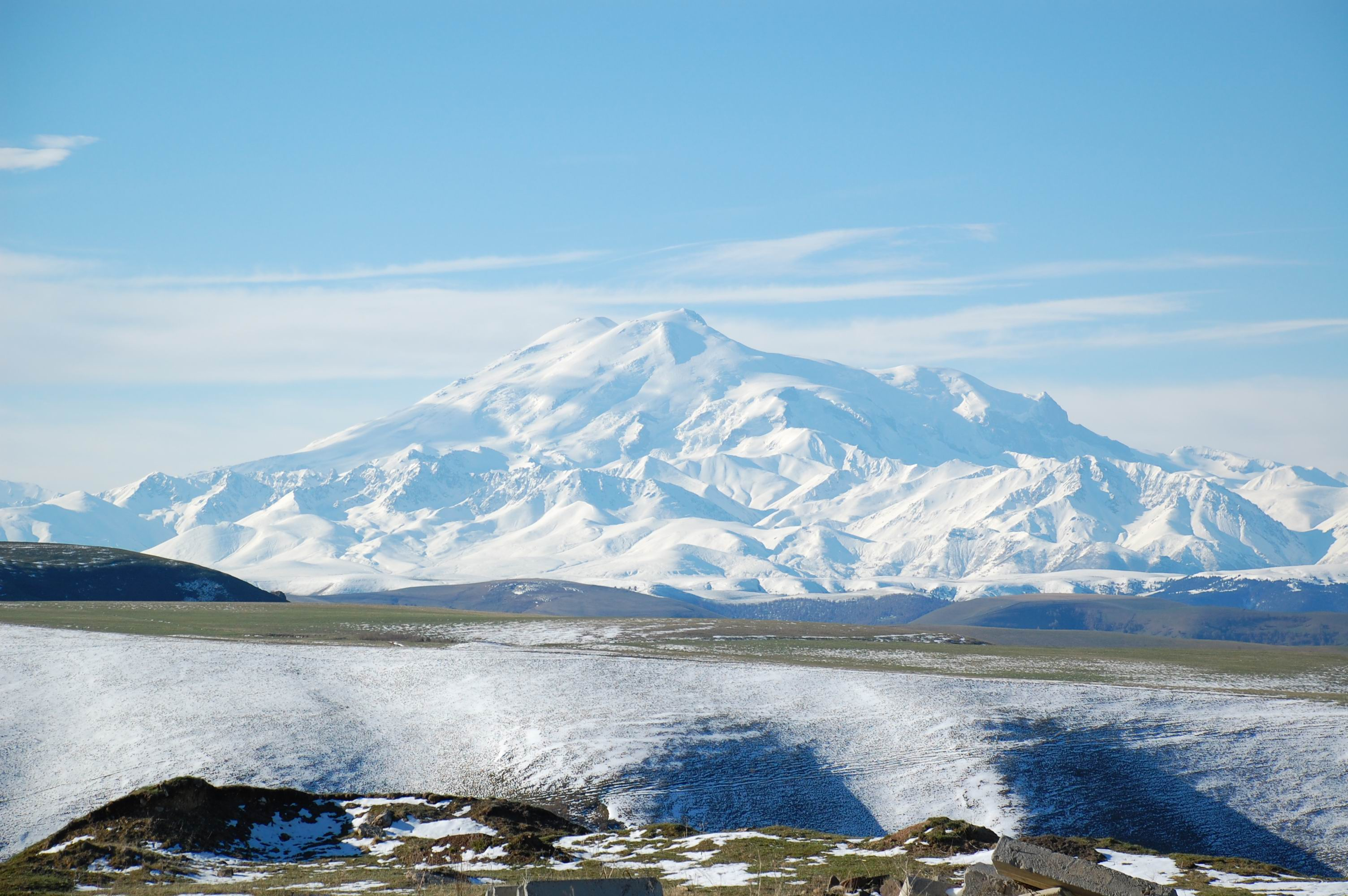
Mount Elbrus

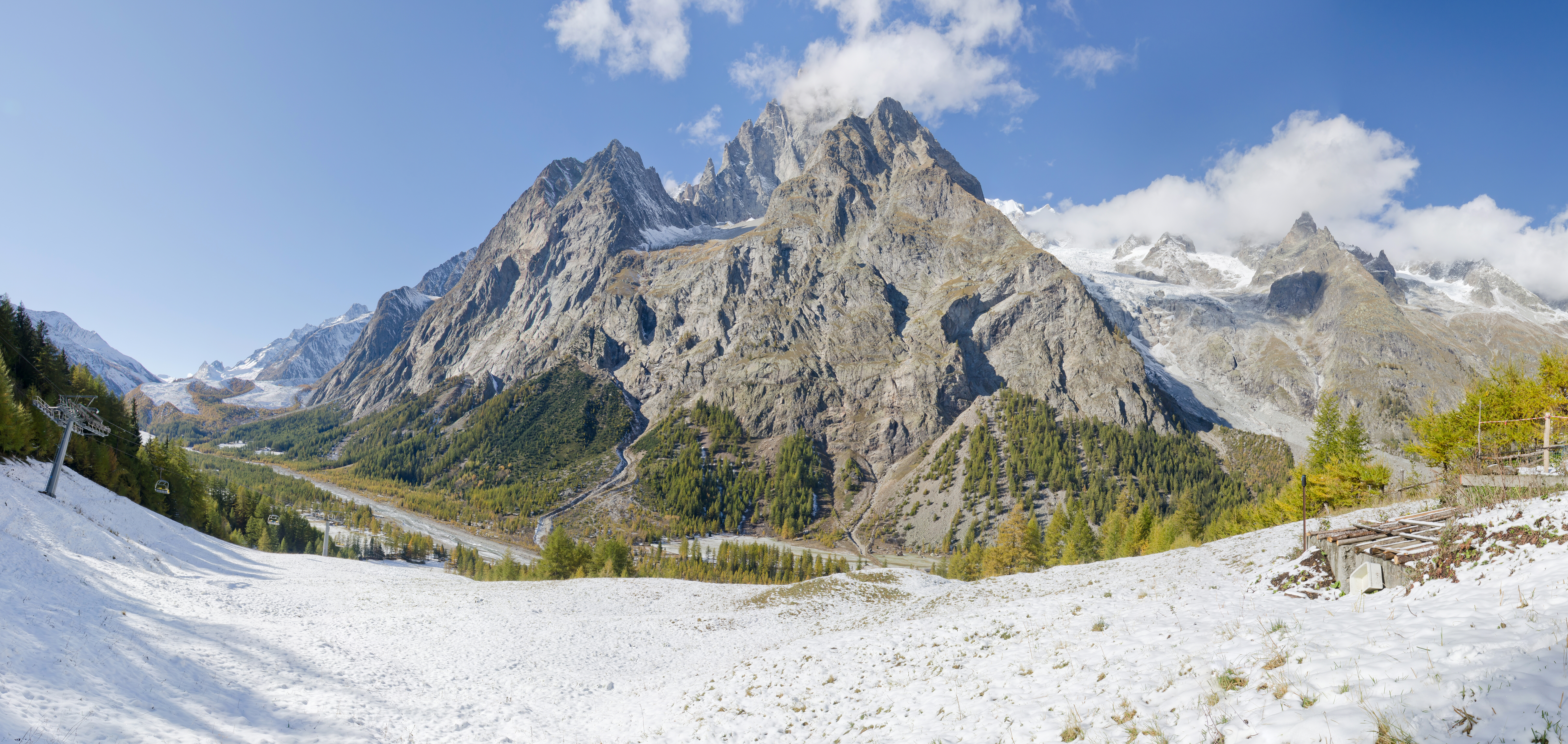
Mont Blanc

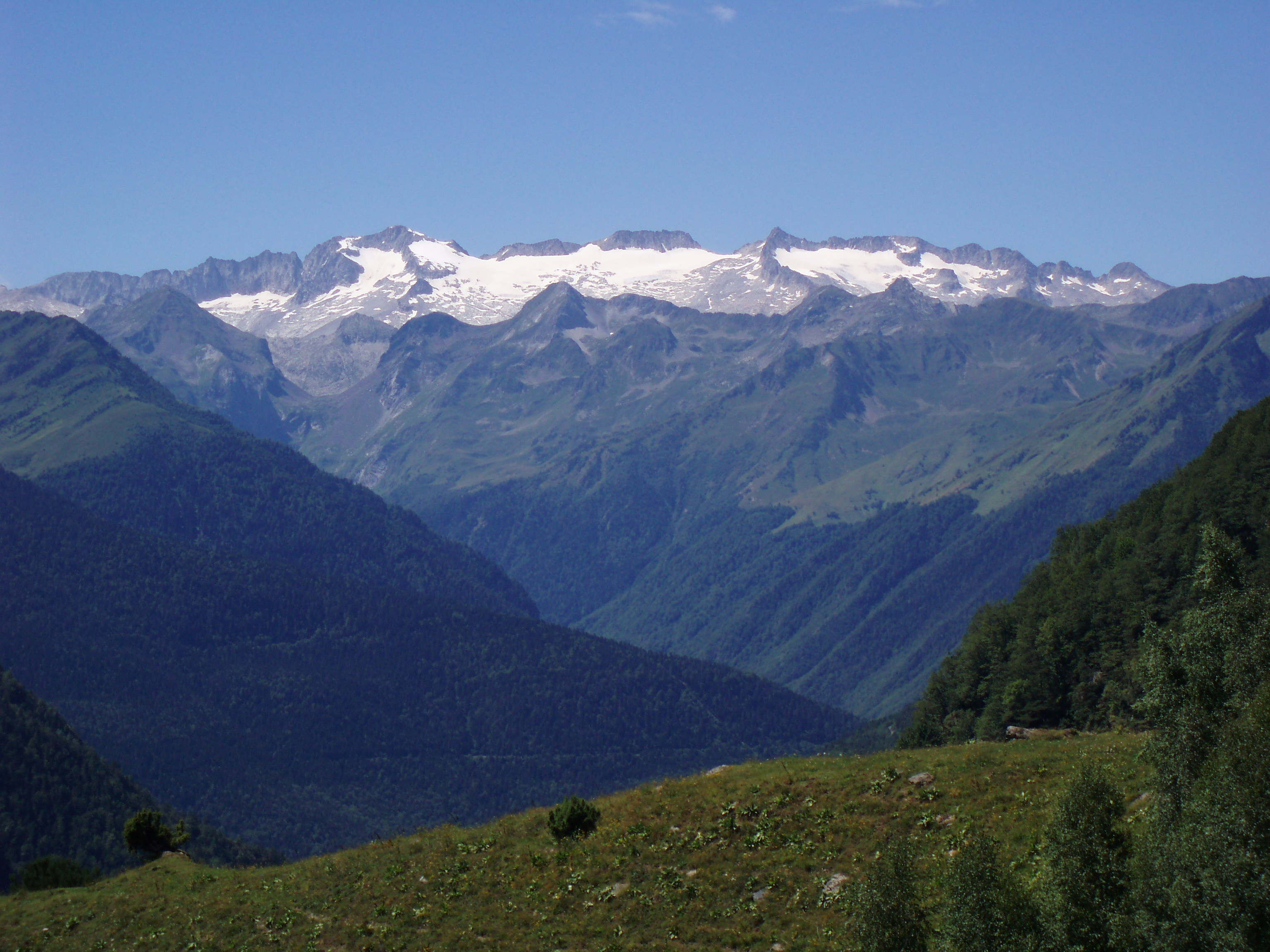
Aneto

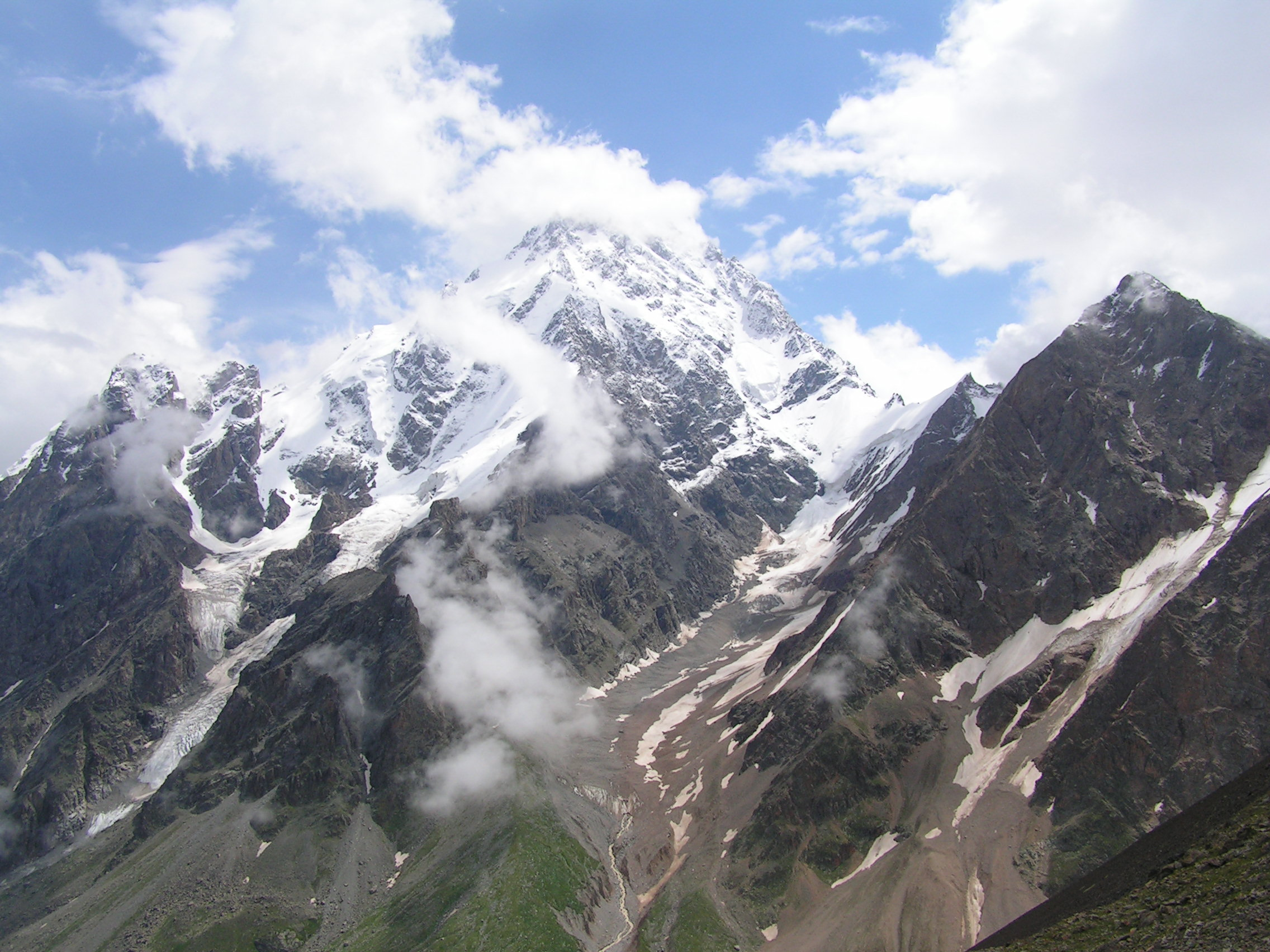
Dykhtau

##### Munții Sierra Nevada
- 3480 metri (vf. Mulhacen)
- fenomene carstice
- cei mai sudici ghețari din Europa

##### Munții Rodopi
- alt. max. 2191 metri în vf. Goliam Perelik

##### Munții Rila
- S-V Bulgariei
- cel mai înalt lanț muntos din Peninsula Balcanică - vf. Musalla (2925 metri, cel mai înalt din Bulgaria) cu relief glaciar

##### Munții Pirinei
- situați între Golful Biscaya și Marea Mediterană
- despart Peninsula Iberică de continent
- se întind pe o lungime de 400 km
- s-au format prin orogeneza alpină prin încrețire
- domină rocile metamorfice
- au altitudini peste 3000 metri-Vf. Aneto-3404 m
- prezintă relief glaciar și ghețari de tip pirinean
- Pirineii Atlantici

##### MunțiiAlpi
- situați între Marea Ligurică și Câmpia Panonică, pe o lungime de 1200 km;
- formați în orogeneza alpină prin încrețirea scoarței terestre;
- domină rocile metamorfice;
- au altitudini de peste 4000 m;
- prezintă relief glaciar și carstic;
- înălțimea maximă: Mont Blanc - 4807 m.

##### Munții Carpați
- se întind din Bazinul Vienei până în Valea Timocului
- formați în orogeneza alpină prin încrețire,
- domină rocile metamorfice
- au traseu sinuos și sunt mai fragmentați decât Alpii
- au altitudinea maximă de 2655 m (Vârful Gherlakovka din Munții Tatra)
- prezintă relief glaciar, carstic și vulcanic.

##### Munții Apenini
- sunt situați în Peninsula Italică
- formați prin orogeneza alpină prin încrețire
- domină rocile metamorfice, se desfășoară sub formă de culmi paralele orientate nord-sud
- altitudinea maximă 2912 m (Vf. Corno Grande)
- în nord apar alunecările de teren, în sud se găsește relief vulcanic și vulcani activi ca Vezuviu
- sunt fragmentați de numeroase văi și depresiuni

##### Munții Caucaz
- situați între Marea Neagră și Marea Caspică
- formați prin orogeneza alpină prin încrețire
- domină rocile metamorfice
- se găsesc și roci vulcanice și calcare
- altitudinea maximă: 5642 metri
- prezintă relief vulcanic, carstic și glaciar
- sunt traversați de trecători la înălțime (Pasul Crucii - 2380 metri)
- prezintă masivitate

##### Alpii Dinarici
- situați de-a lungul țărmului Mării Adriatice
- formați prin orogeneza alpină prin încrețire
- domină rocile metamorfice
- relieful carstic
- prezentă șirurilor paralele, ce se extind și în Marea Adriatică formând țărmul dalmatin

##### Munții Pindului
- ocupă partea vestică a Greciei
- formați în orogeneza alpină prin încrețire
- domină rocile metamorfice
- altitudinea maximă: 2911 metri - Vârful Olimp
- se extind din Marea Adriatică formând un țărm dalmatin

##### Munții Balcani
- situați în Peninsula Balcanică
- formați prin orogeneza alpină prin încrețire
- domină rocile metamorfice
- mai joși decât Carpații
- altitudinea maximă: 2376 metri - Vârful Botev
- formați din două culmi între care se găsește Valea tectonică a Tundjei
- relief mai puțin variat

#### Podișuri vechi

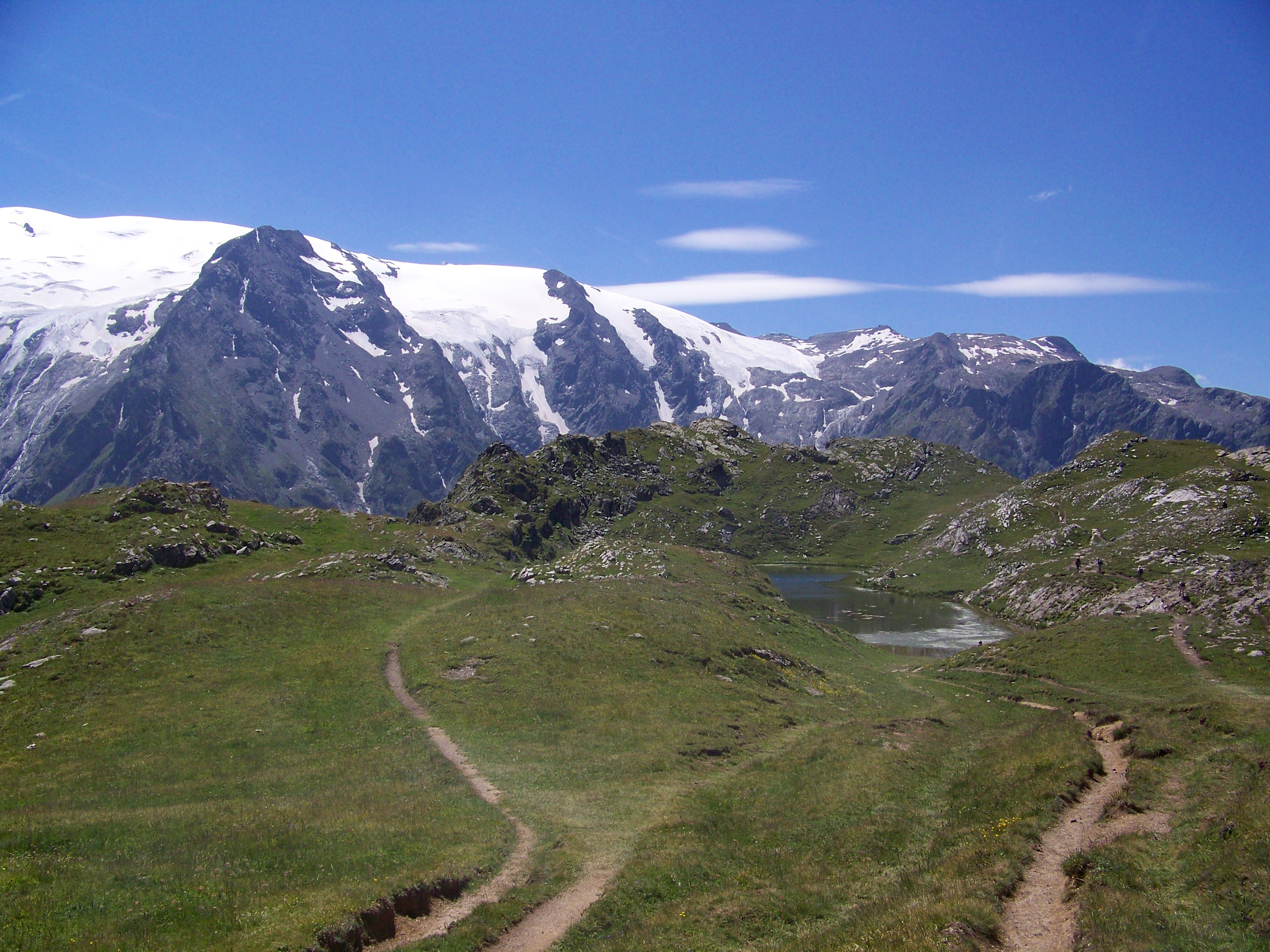
Emparis - Lac Lérié

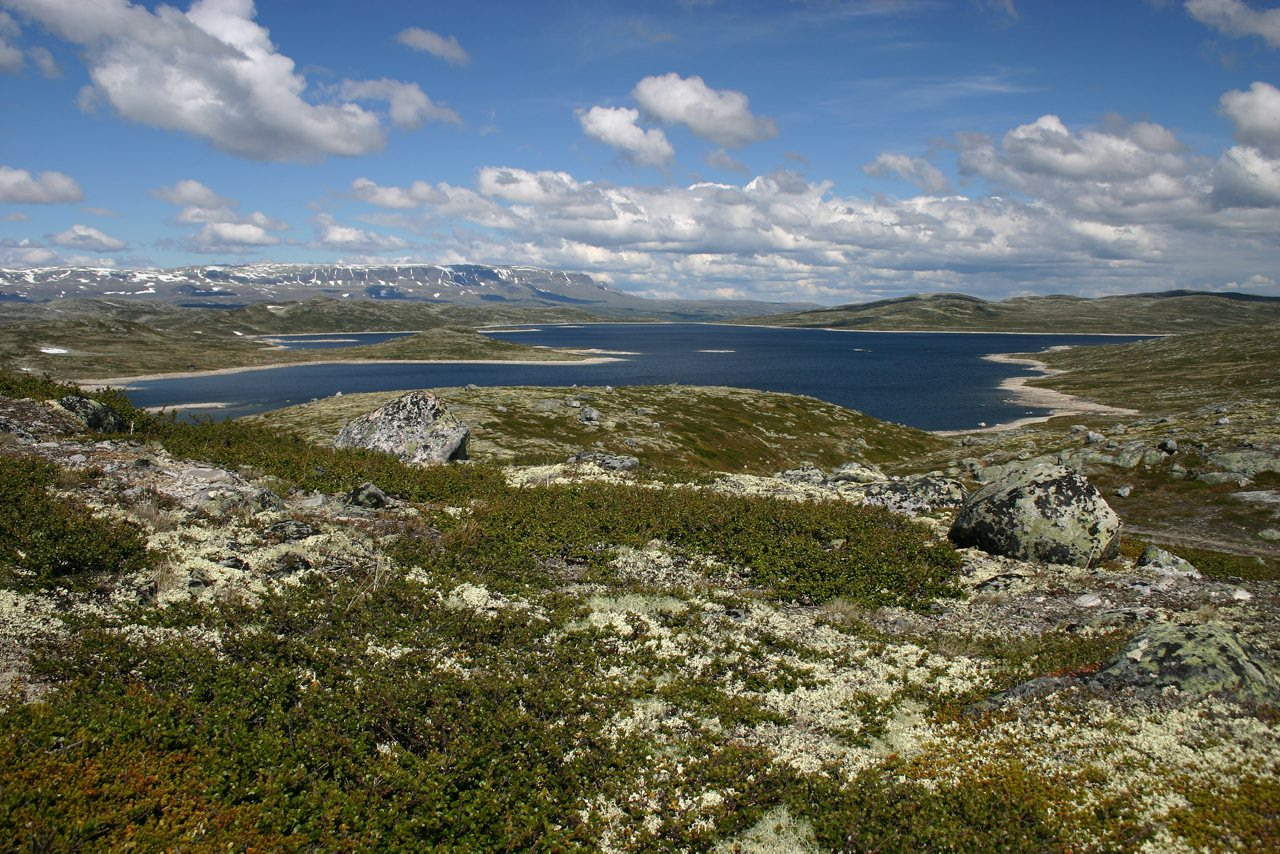
Hardangerviddaflora

##### Podișul Castiliei
- fundament hercinic și cuvertură sedimentară mezozoică și neozoică
- altitudini de peste 500 m
- înălțarea marginilor a generat sierre (Sierra de Gredos 2592 m)
- subunități: Podișul Castilia Veche în nord, Podișul Castilia Nouă în sud

##### Podișul Boemiei
- înconjurat de munții hercinici, Munții Pădurea Boemiei, Munții Metaliferi, Munții Sudeți, Colinele Ceho-Morave

#### Podișuri noi

##### Podisul Elveției
- caracter piemontan spre Alpi
- depozite glaciare și fluvio-glaciare

##### Podișul Bavariei
- situat în sudul Germaniei

##### Podișul Finlandei
- estul Peninsulei Scandinavice
- se suprapune Scutului Baltic
- alcătuit din șisturi cristaline străpunse de granite
- puternic modelat de ghețarii cuaternari
- relieful glaciar - șiruri de morene
- alt. maximă - 1324 metri

#### Câmpii vechi

Câmpia Rusească

Câmpia Europei de Nord

##### Câmpia Europei de Est
- aflată în estul Europei, este cea mai întinsă câmpie europeană și a doua din lume după Câmpia Amazonului
- este formată din Scutul Baltic, peste care s-au depus straturi de sedimente
- alcătuită din câmpii joase, câmpii colinare și podișuri joase puternic erodate
- podișuri: Podișul Volga, Podișul Central Rus, Podișul Valdai, Timan
- alt. minimă- 28 metri, alt. maximă-463 m în Col.Timan
- modelat de glaciația cuaternară,pe care s-a depus un strat gros de loess
- principalele sisteme fluviale sunt orientate spre nord-sud

##### Câmpia Europei de Nord
- Câmpia Germano-Polonă
- câmpie de subsidență
- modelată de ghețari cuaternari - câmpuri de morene, sandre
- altitudini negative în Câmpia Olandei care au fost închise cu diguri numite poldere
- cămpie vălurită, acoperită cu loess

##### Câmpia Germano-Poloneză

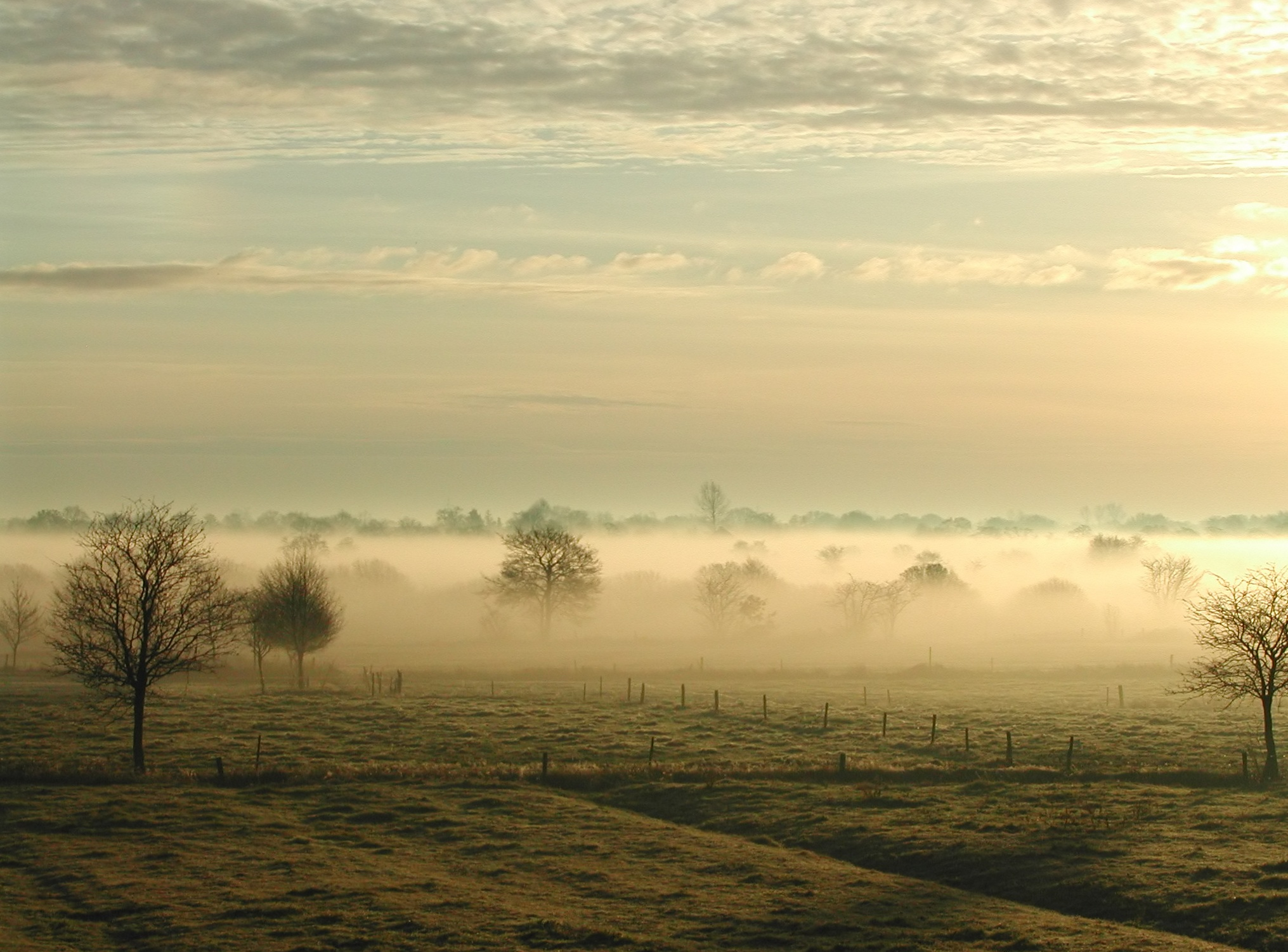
Frisia de est (Câmpia Germano-Polonă)

- este mărginită la nord de coasta Mării Nordului și a Mării Baltice, la sud de munții Mittelgebirge cu Masivul Șistos Renan, Eifel, Bergisches Land și Sauerland, la vest de regiunea Teutoburger Wald, la est de munții Harz ca și colinele aparținătoare de Erzgebirge.
- Principalele ape curgătoare sunt Rinul, Ems, Weser, Elba și Havel.
- Se extinde și pe litoralul baltic al Poloniei.
- A fost afectată de glaciațiunea cuaternară, dovadă stând șirurile morenaice care se întâlnesc pe toată suprafața unității de relief

#### Câmpii noi

##### Câmpia Padului

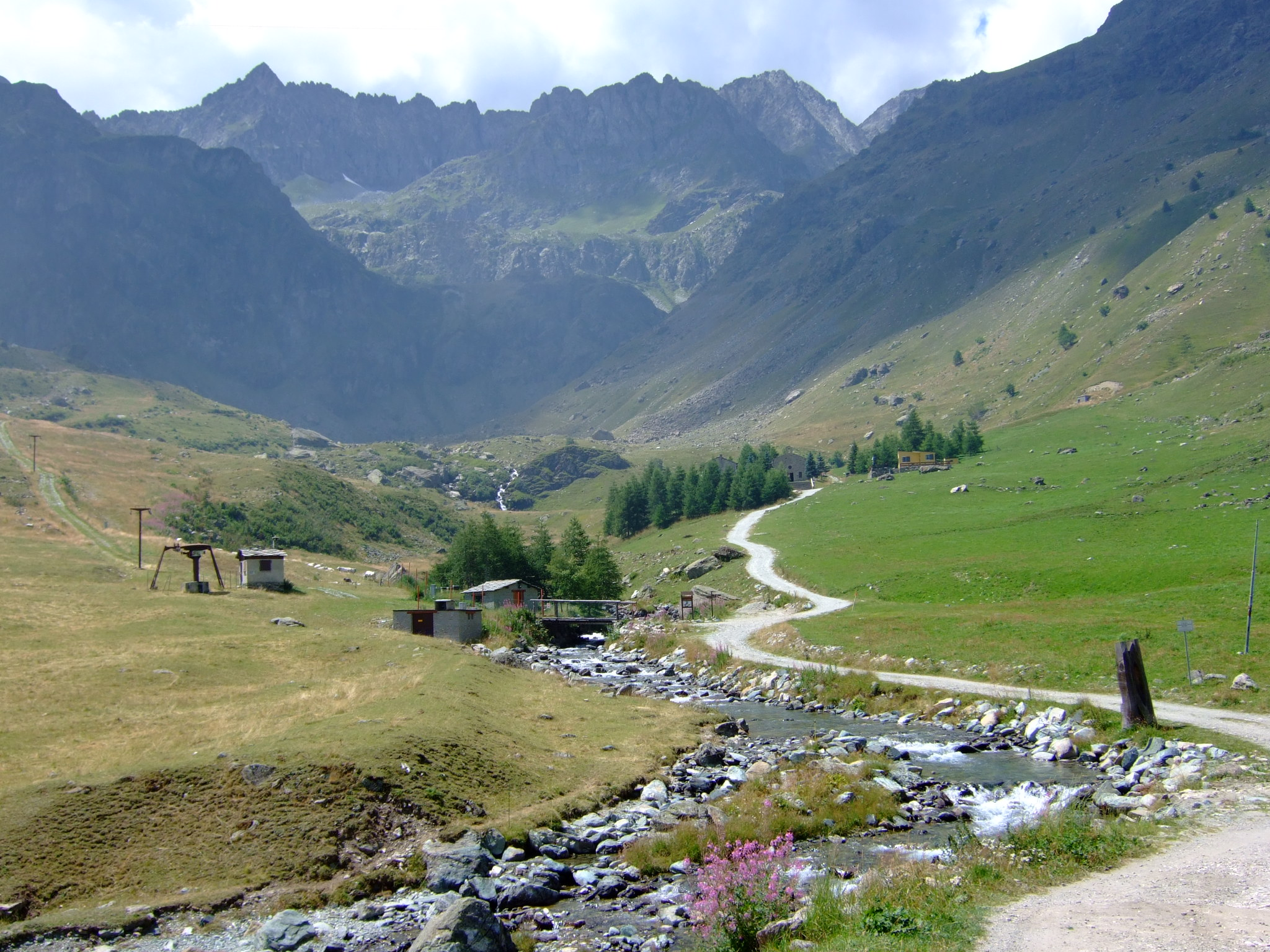
Câmpia Padului

- vechi golf al Mării Adriatice, în care s-au depus sedimente aduse de râuri din Alpi
- s-a format în cuaternar
- alt.scăzute-sub 200 m
- separă Munții Apenini de Alpi
- a creat o deltă comună cu Adige-prezintă lagune și cordoane litorale

##### Câmpia Panonică
- se află între Munții Dinarici, Munții Alpi și Munții Carpați
- s-a format în cuaternar prin depunerea de sedimente pe locul lacului panonic
- roci sedimentare
- fundament cristalin, căzut în trepte
- se găsesc munți insulari la suprafață

##### Câmpia Română
- se desfășoară de-a lungul Dunării, sub formă de fâșii paralele, reprezentate de Lunca Dunării, terasele Dunării, câmpia de loess, câmpiile de subzistență și câmpiile piemontane

### Hidrografia Europei

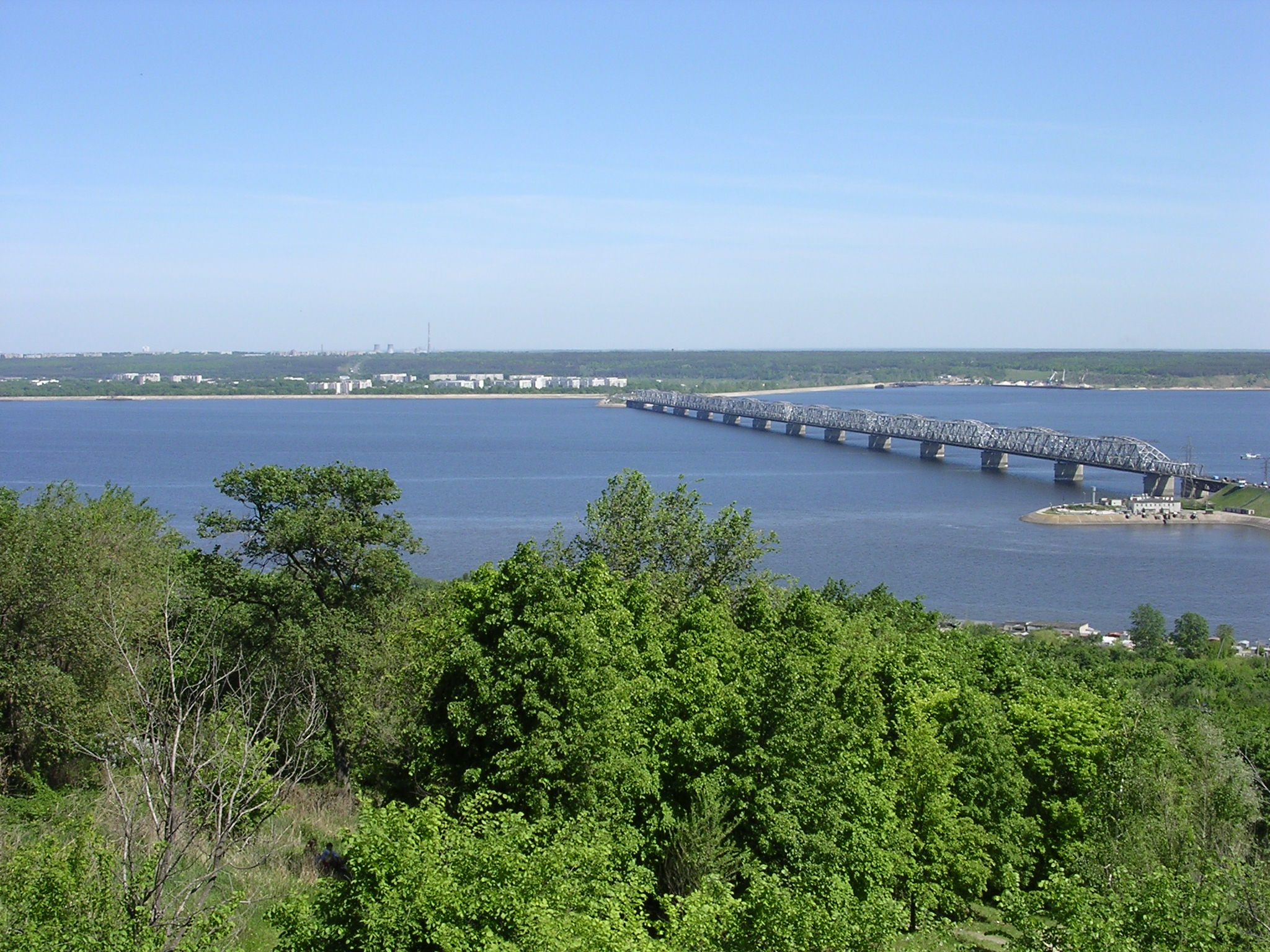
Volga

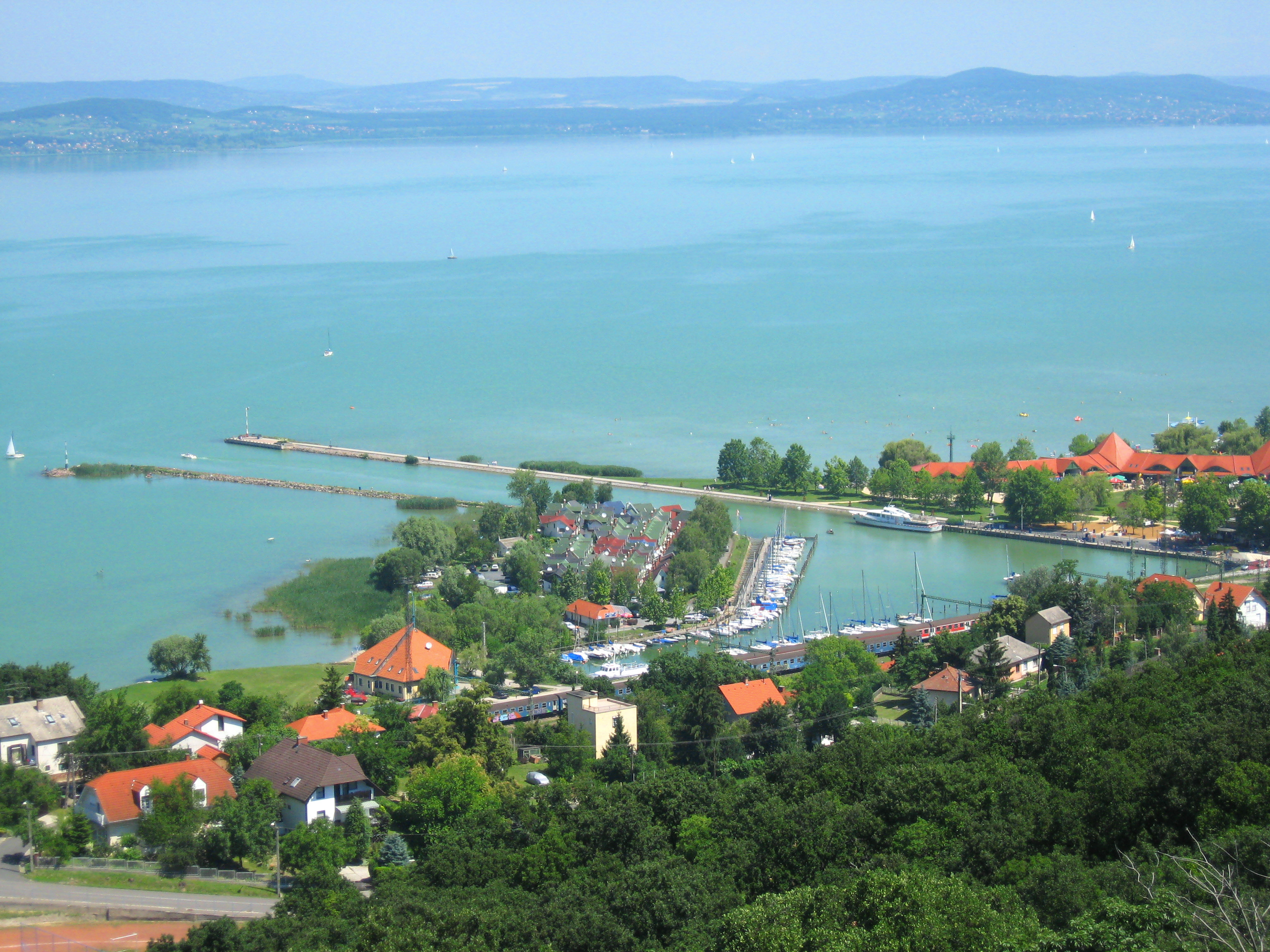
Balaton

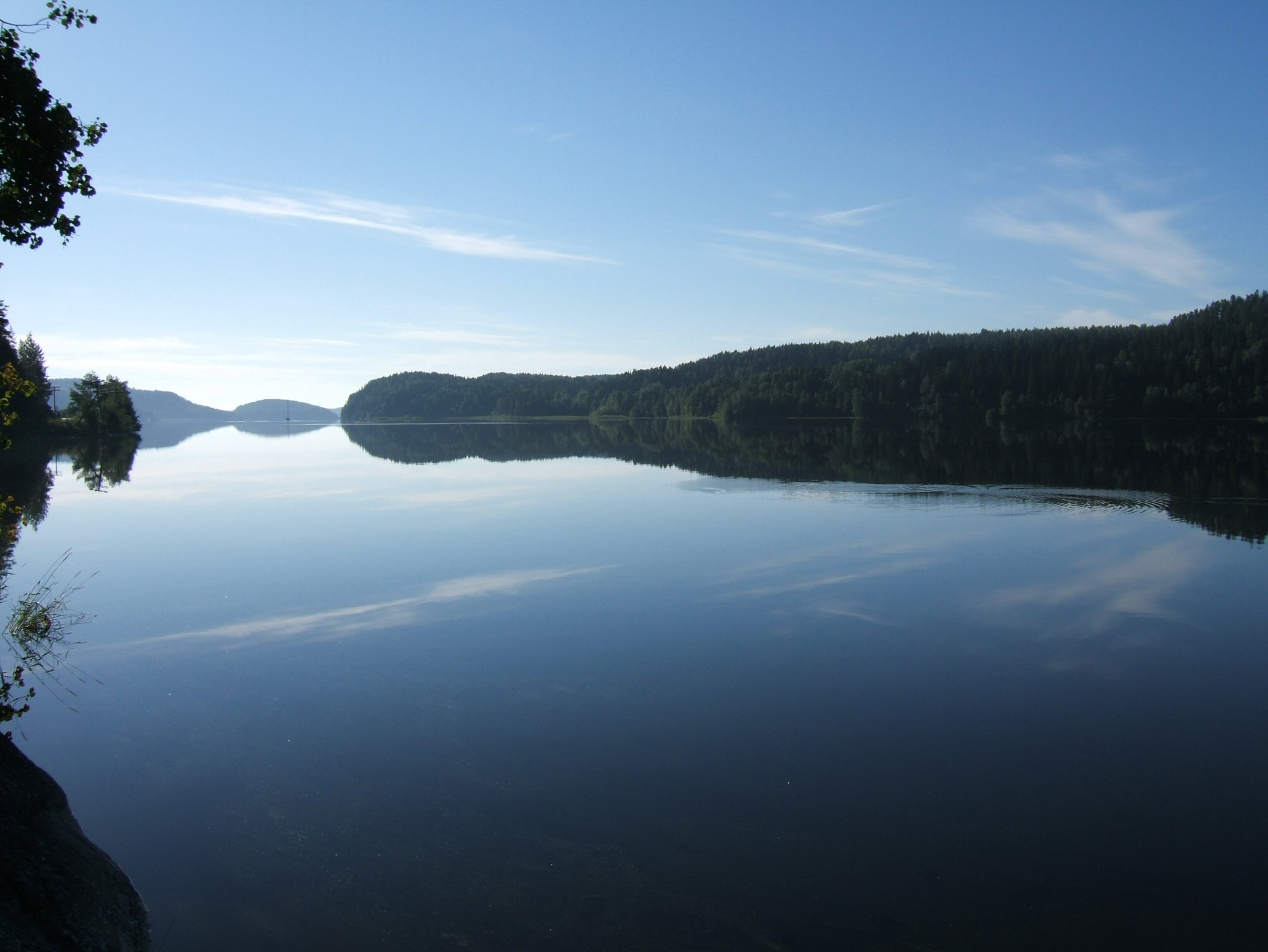
Ladoga

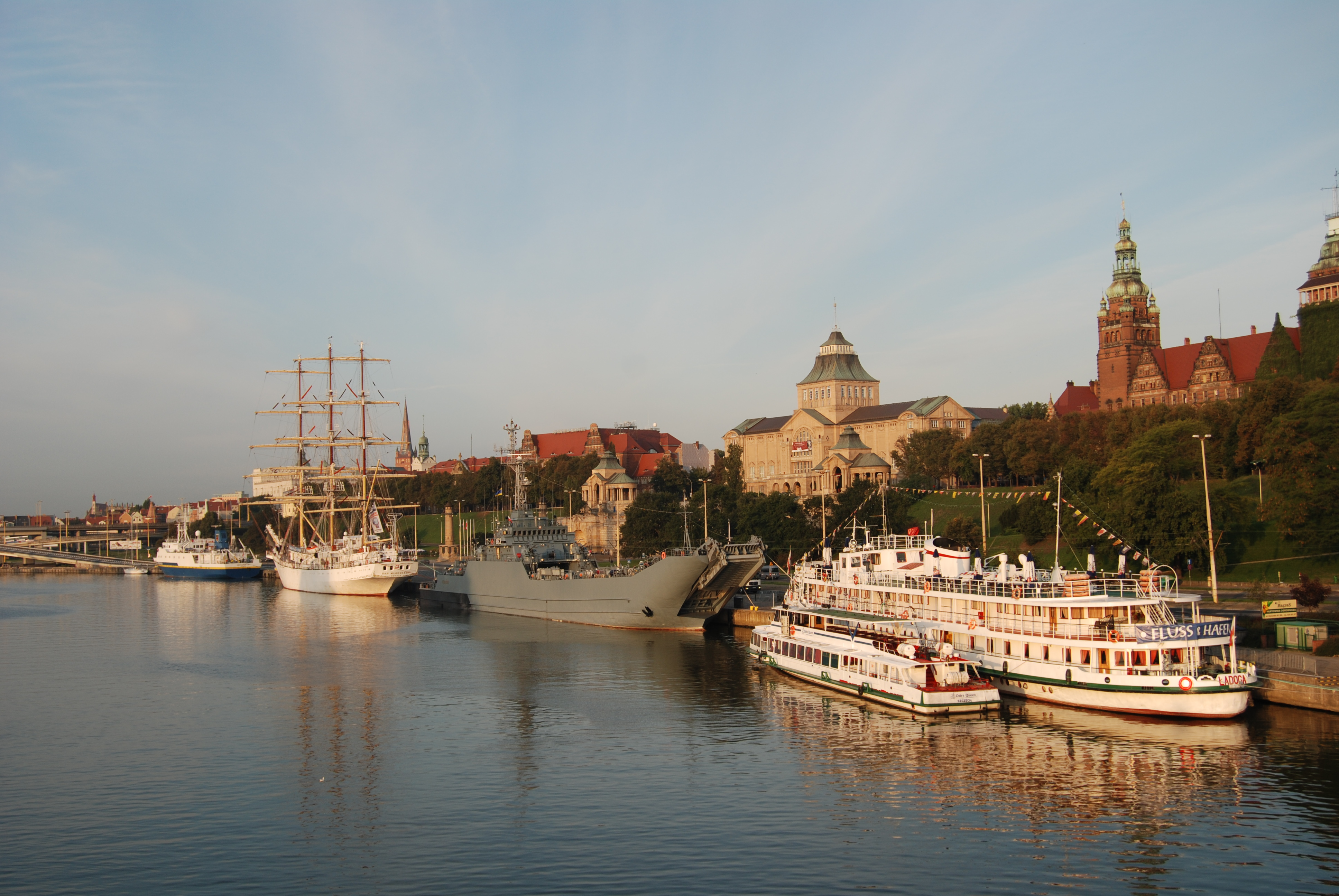
Odra, Szczecin, Polonia

Particularitățile rețelei de râuri se definesc în raport cu : lungimea, suprafața bazinului hidrografic, debitele și nivelurile specifice, bazinele oceanice și marine în care se varsă și regimul de scurgere.
Volga este cel mai lung fluviu al Europei, de peste 3500 km, iar, din acest punct de vedere, este urmată de 3 fluvii cu lungimi între 2000 și 3000 km: Dunărea, Ural și Nipru. Între 1000 și 2000 km, au râurile Don, Peciora, Nistru, Rin și Elba. Volga se impune ca cel mai întins bazin hidrografic în spațiul european.
Cele mai importante fluvii se varsă în Oceanul Atlantic, în Marea Baltică, Oceanul Arctic, Marea Nordului, Marea Mediterană, Marea Neagră, dar și în bazinul endoreic al Mării Caspice (Ural și Volga).
Regimul de scurgere al râurilor variază în cursul anului în funcție de climă și relief. În spațiul european există râuri cu regim complex și râuri cu regim simplu de scurgere. Râurile cu regim complex străbat regiuni variate din punct de vedere morfologic și climatic, reprezentând importante artere de navigație și de energie.Cele mai importante sunt Dunărea, Rinul și Ron.
Râurile cu regim simplu se diferențeaza în funcție de variația debitului:
- tipul nordic: râuri bogate în apă pe tot cursul anului - Pecioara, Dvina de Nord, Neva
- tipul atlantic: Loara ,Sena, Tamisa, Meusse; se caracterizează printr-un regim relativ uniform, dar cu debit crescut iarna, ca Saone.
- tipul mediteraneean: râuri scurte, alimentate mai ales iarna, comparativ cu vara, când pot să sece, ca Tibru, Segura, Alfios, Salso.
- tipul central-european: râuri lungi, cu debit mare primăvara în urma topirii zăpezilor și a ploilor de primăvară, ca Vistula, Elba și Odra.
- tipul est-european: specific râurilor din câmpii întinse, cu debit oscilant, foarte mic vara, datorită climatului continental excesiv, ca și iarna, datorită înghețului, cum ar fi Volga, Don și Nipru.

În Europa sunt distribuite numeroase lacuri, variate ca mod de formare, întindere și volum. Cele mai multe și mai mari se află în regiunile afectate de glaciațiunea cuaternară din nordul Europei.
În Peninsula Scandinava și în nordul Câmpiei Ruse există câteva sute de mii de lacuri glaciare, ca Ladoga (18 400 km²) și Onega (9610 km²) în Rusia, ca Varern, Vattern, Malaren în Suedia, Saimma în Finlanda.
Lacurile glaciare sunt numeroase și în munti înalți, însă, chiar daca au o suprafață mai mică decât cele de calotă - mai mari fiind Geneva, Constanza, Bodensee (peste 600 km²), sunt mai adânci, precum cele din nordul Italiei - Como, Garda și Maggiore.
Suprafețe apreciate au și lacurile de origine tectonică, precum lacul Balaton, Ohrid sau Prespa. Cel mai mare lac de pe glob se situează între Europa și Asia: Marea Caspică (371.000 km²) și un nivel sub cel al Oceanului Planetar -28 metri. Din cauza evaporației puternice, suprafața sa se reduce treptat, din 1930 până în prezent micșorându-se cu 40.000 km²,iar în unele locuri linia țărmului înaintând spre interior cu 16 km.
Amenajările hidrotehnice, în special cele din Europa de est, au condus la apariția unor lacuri de acumulare de mari dimensiuni, cum sunt Samara și Vogograd pe Volga; Porțile de Fier I pe Dunare; Timleansk pe Don.

### Mări și oceane

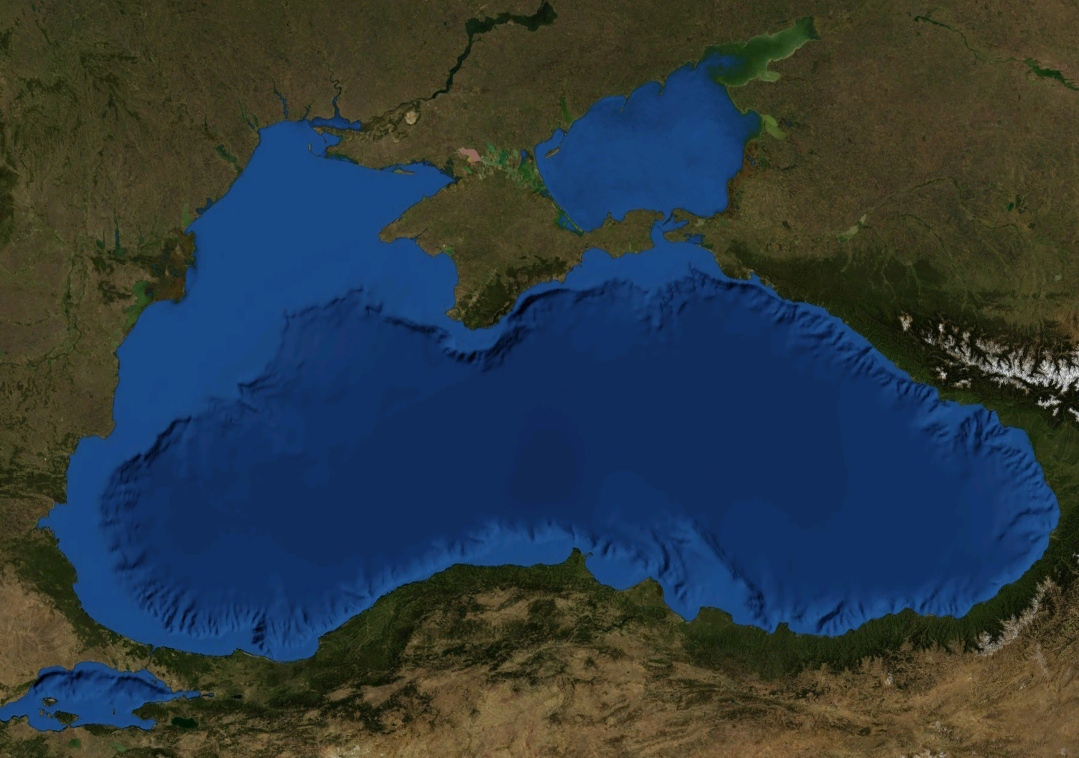
Imagine din satelit a Mării Negre

- Oceanul Atlantic
- Oceanul Arctic
- Marea Baltică
- Marea Nordului
- Marea Neagră
- Marea Mediterană
- Marea Marmara
- Marea Egee
- Marea Caspică
- Marea Azov
- Marea Ligurică
- Marea Tireniană
- Marea Ionică
- Marea Adriatică
- Marea Norvegiei
- Marea Mânecii